# Sunbeam
Sunbeam (Санбім) — з 1888 року англійський виробник велосипедів, мотоциклів, автомобілів, автобусів та тролейбусів. Штаб-квартира розташована в місті Вулвергемптон. У 1920 році компанію купує фірма Darracq, в 1935 році — фірма Rootes Group, а в 1967 році — фірма Chrysler. У 1976 році компанія припинила виробництво автомобілів.

## Джон Марстон
Альдерман Джон Марстон народився в 1836 році, його батько був мером Ладлоу, графства Шропшир, в 15 років хлопчика віддали навчатися в Jeddo Works в Вулвергемптон, яке покривало металеві вироби спеціальним складом, який після висихання ставав чорного кольору. Цей лак охороняв металеві вироби від природної корозії, а майстер, який займався цим, називався джаппанер, оскільки коріння цієї професії пішли з Азії.

## Заснування компанії. Виробництво велосипедів
У віці 23 років, будучи вже майстром і вихідцем з не надто бідної сім'ї, він купує дві фірми, які займалися цією ж справою: Daniel Smith Lester's і Fred Walton and Co, а в 1871 році, коли помер його вчитель і господар Jeddo Works — Едвард Перрі, викуповує і його підприємство, яке носило тоді вже назву Edward Perry and Co. Після цього він перейменовує фірму в John Marston Ltd, Марстон був працьовитим, і вимагав того ж від підлеглих, варто було майстру помилитися, він вимагав знімати з себе робочу форму і показував на двері, договір припинявся. У 1887 році Марстон — великий і огрядний чоловік, наймає Вільяма Невілла для того, щоб той побудував для нього особистий велосипед, Невілл сконструював його, і затятий велосипедист тестує його. Існує легенда, що коли вранці майстер віддавав замовнику велосипед, то на нього потрапив промінь сонця, який відбився від рами, за що Марстон назвав свій транспорт Sunbeam («Сонячний промінь»). Поїздивши півроку на велосипеді, Марстон приходить до висновку, що такий товар не соромно було б і просувати в маси. У грудні того ж року з'являються у продажу перші велосипеди марки Sunbeam.

## Початок виробництва автомобілів
У 1888 році Невілл стає партнером Марстона по бізнесу, а на підприємство приходить працювати підмайстром Томас Картон. У 1890 році Марстон купує фірму Villiers Engineering Co Ltd, яка випускала механічні деталі велосипедів, Чарльз Марстон, син боса, відвідав цього року США, де купив ліцензію на досконалий на той момент педальний привід у Пратта і Уіттні, і після прибуття додому, вибираючи заводи, які могли б виробляти ці деталі, зупинився саме на цій фірмі. А восени 1899 року Томас Картон, який став правою рукою Джона Марстона, збирає перший автомобіль на потужностях нового заводу. Це був п'ятисильний автомобіль з 2-ступінчастою коробкою передач, рама була виконана з дерева, колеса також були дерев'яними, але з наклеєним на обід гумою.
У березні 1900 року Картон будує інший автомобіль, хоча вважають, що це була модифікація торішньої машини, мотор цього разу стояв 4-сильний, але в іншому опис машини збігається з попередньою. Був той же ремінний привід, та ж 2-ступінчаста коробка і дерев'яна рама.

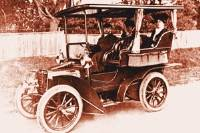
Sunbeam 10/12HP Tonneau

За щасливою нагодою Картону вдалося продати машину і побудувати ще дві такі ж. У 1901 році був побудований 6-сильний автомобіль з 2-циліндровим мотором фірми Forman. Однак старий Марстон вирішив пустити в серію не власні розробки, а ліцензійну продукцію. Це був моторний 4-колісний візок, який розробив Максвелл Маберлі-Сміт, цей візок мав цікаве розташування коліс і пасажирів. Машина мала два бічних колеса, по одному з кожного кінця, вони приводилися в дію через ремені від коробки передач, яка отримувала крутний момент від 2.7-сильного 326-кубового одноциліндрового моторчика De Dion-Bouton, розташованого над переднім колесом, заднє колесо було керованим. Машини продавалися під брендом Sunbeam-Mabley 3HP, скоротивши прізвище творця. За різними джерелами фігурують дані про продаж 130 або 420 примірників.

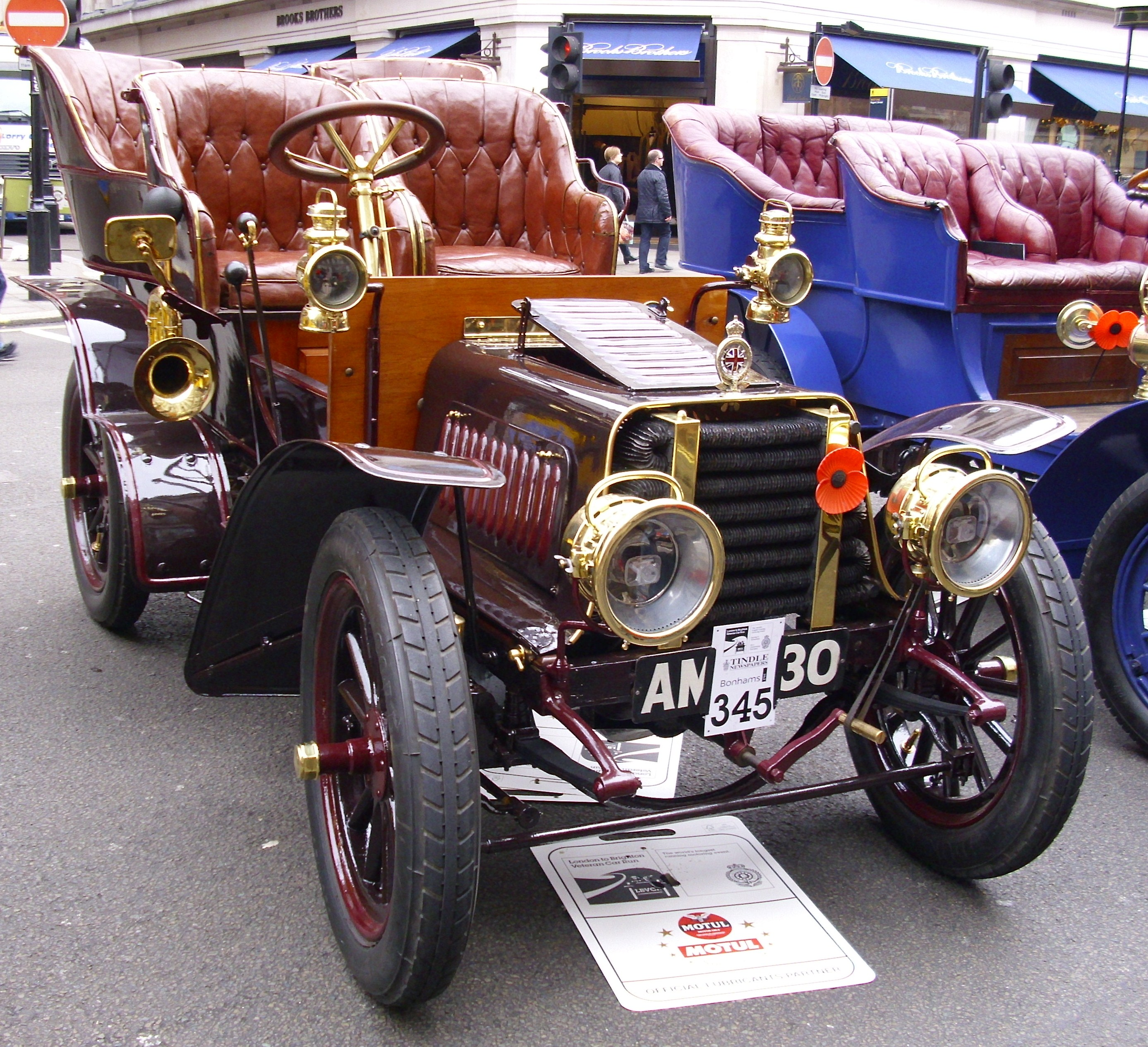
Sunbeam 10/12HP Tonneau

Через рік виробництво цих возів припинилося і почалося виготовлення повноцінних автомобілів, які на ділі виявилися технічними клонами французьких Berliet, умовив піти на цей крок новий виробничий директор — Томас Пуллінджер, при цьому британці нічого не платили за це французам, оскільки клонування не афішувалось. Рама цих автомобілів також була виготовлена з дерева, яку оббили залізними листами, але 4-циліндровий 2.4 л мотор і 3-ступінчаста коробка передач були французькими. У травні 1903 року проходив марафон Глазго-Лондон, виставлені дві машини прийшли без поломок до фінішу, завдяки чому про марку заговорили, а тим часом Джон Марстон продав фірму, що займалася «джапіруванням», іншій компанії, що спеціалізувалася на цьому, а фірму Villiers Engineering Co Ltd він продав своєму синові Чарльзу, а сам сконцентрувався на виробництві велосипедів і автомобілів, причому останні він вважав небезпечним видом транспорту, і сідати за кермо моторного возу категорично відмовлявся.
У 1904 році з'являється перша британська 6-циліндрова машина — Sunbeam 16HP з 3.6 л двигуном, представлена вперше на Паризькому автосалоні, але цих машин вдалося реалізувати всього два екземпляри, через рік з'являється нова 4-циліндрова модель 12/14НР з 2.7 л мотором, конструкцію якої підгледіли у фірми Peugeot. На початку 1905 року Пуллінджер, який і був автором цих автомобілів, переходить працювати у фірму Humber, а незабаром, у березні того ж року, Марстон разом із Семюелем Бейліссом, Томасом Картоном, Едвардом Дінслі (зятем Марстона) і Герберта Дінасса, який мав бізнес у Лондоні з продажу моторів, засновують фірму Sunbeam Motor Car Company Ltd, в якій Марстон стає головою, а Дінасс — директором з експорту продукції. Головним конструктором стає кресляр Пуллінджера — Ангус Шоу.
У 1906 році Шоу будує автомобіль власної конструкції із власними вузлами, оскільки Berliet вийшла на британський ринок, і тепер безкарно використовувати вузли іншої марки не вийде, машина з індексом 16/20НР мала 3.4 л 4-циліндровий мотор і 4-ступінчасту коробку передач, це була досить надійна машина, і в червні 1906 року Шоу продемонстрував це, взявши з собою 2-х пасажирів і напарника Фреда Істміда. Чоловіки вирішили перетнути відстань від Джон О'Гроутс до Ленд'c Енду без єдиної непередбачуваної зупинки, що вони і зробили, подолавши 2800 км без поломок.
У 1907 році з'являється 6-циліндрова модель 25/30НР з 5.1 л мотором, а через рік Шоу готує ще кілька новинок, це 4-циліндрова 6.3 л модель 35НР, 4.5 л 20НР і 3.4 л 14/18НР, всі машини мали одну особливість — ланцюгову передачу, яка змащувалася в окремому резервуарі, через який вона проходила.

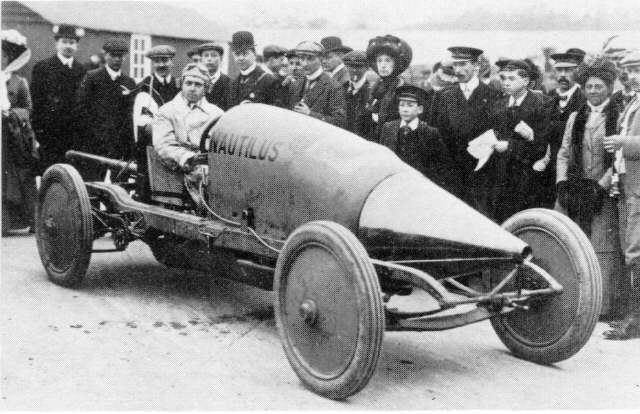
Sunbeam Nautilus

У 1909 році на крісло Шоу сідає бретонець Луї Котелан, якої покинув фірму Hillman після сварки зі старим Хіллманом, що не дозволив розлученому Котелану одружитися зі своєю дочкою. Бретонець відразу береться за будівництво нових машин, первістком стає 54-сильний 3.8-літровий 14/20НР, яка порушила традиції фірми, запозичивши замість ланцюга кардан, мотор мав Т-подібну форму. Ця машина на змаганнях 1909 року в Брукландс ставить рекорд середньої швидкості траси — 91 км/год, через деякий час Котелан, беручи участь у шестиденних шотландських змагання, приходить другим у своєму класі. Після цього Котелан, який хворів гонками, будує спортивну машину Nautilus з 4.2 л мотором для встановлення рекорду швидкості. Ця машина мала кулеподібну форму, кузов був зроблений з дерева, а конус — з латуні. Мотор мав цікаву особливість — чотири клапани на циліндр, які задіювались через гнучкі тяги від низько розташованого розподілвала. Проте спроби встановлення рекорду на трасі Брукландс виявилися неуспішними через нестійку роботу мотора.

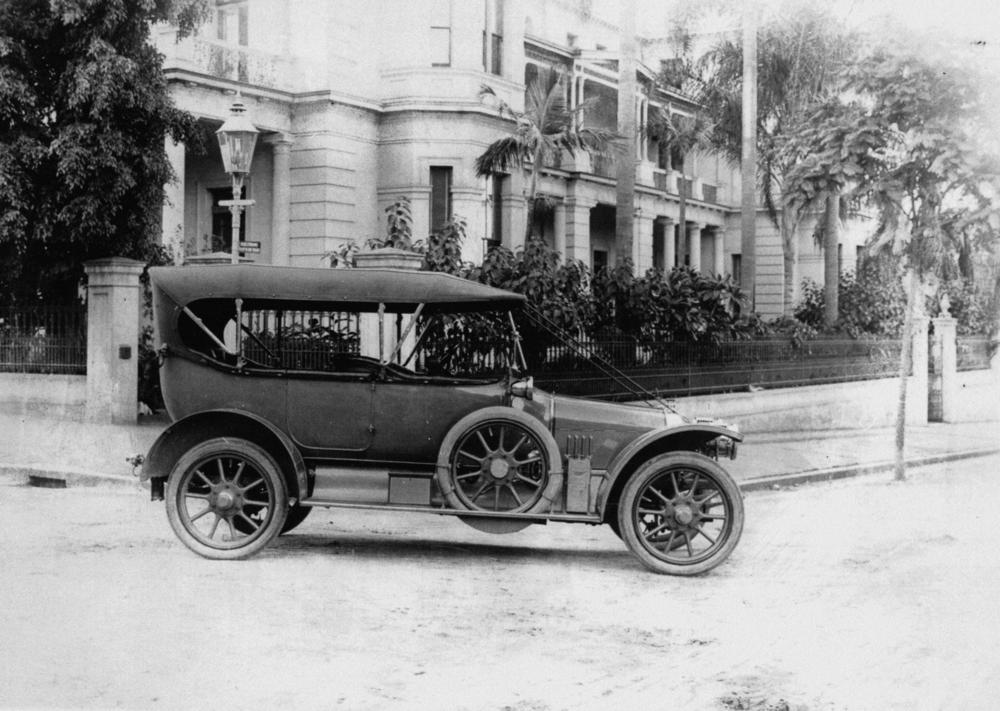
Sunbeam 25/30HP Tourer з 6.1 л мотором

У 1910 році Котелан будує, як тоді говорили, найкращу машину у світі — 12/16НР. Це був 2.4-літровий автомобіль з карданним приводом, мотор був оснащений карбюратором Claudel-Hobson і запалюванням від магнето, саме ця машина стала альтернативою Rolls-Royce того часу. Крім цієї машини з'явилася 4-циліндрова модель 25/30НР з 4.7 л мотором, і 18/22НР з 3.6 л 6-циліндровим мотором, потужністю 48 к.с.. Тим часом Котелан працює і над новою «рекордною» машиною, яку назвав Toodles II, у якій був змінений привід клапанів, також інженер вперше використав на цій машині масляний картер, який донині використовується на більшості сучасних автомобілях. На цій машині йому вдалося двадцять два рази піднятися на найвищу сходинку п'єдесталу в різних змаганнях, що проводилися на трасі Брукландс, а також поставити рекорд траси для автомобілів цього класу, показавши середню швидкість в 138.6 км/год. Кузов цієї машини цього разу нагадував вже долото. У жовтні 1911 року приходить заміна 14/20НР — 16/20НР з 4.1 л двигуном, головка якого отримує L-подібну форму, таку ж форму головки отримує і новий 3-літровий мотор моделі 12/16НР. Тоді ж з'являється нова 6-циліндрова модель 25/30НР з 6.1 л мотором, яка через рік отримує стартер, що приводився в дію від стисненого повітря.

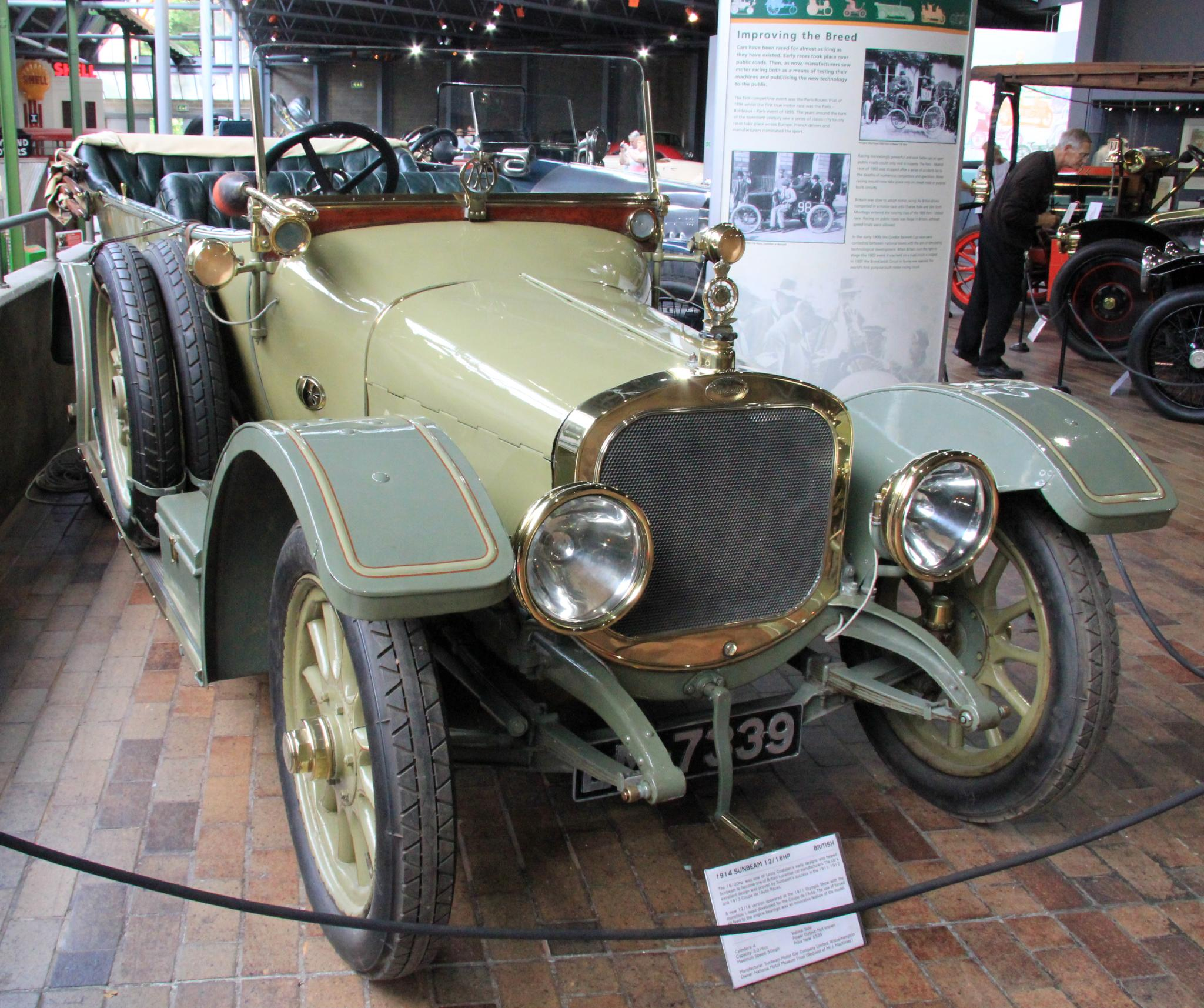
Sunbeam 12/16HP Tourer

У 1912 році фірма починає випускати мотоцикли, які позиціонувалися як мотоцикли для джентльменів. Джон Марстон вперше в житті у віці 76 років особисто тестує перший мотоцикл. Крім мотоциклів фірма починає займатися конструювання та виробництвом авіаційних двигунів, конструктором яких також був Котелан. У цьому ж році проходили змагання Coupe De L'Auto в Дьєппі, де водії моделі 12/16НР зайняли всі три призових місця п'єдесталу. У червні на Гран-прі, що проходили все в тому ж Дьєппі, ці ж машини займають з третього по п'яте місце в загальному заліку. Віктор Рігал, Еміль Метенджер, Густав Кайуа і Даріо Реста до останнього боролися за призові місця, але 7.6 л Peugeot і 14 л Fiat все ж виявилися швидшими 3-літрових Sunbeam, але стало ясно, що ера багатолітрових гоночних автомобілів добігає кінця.

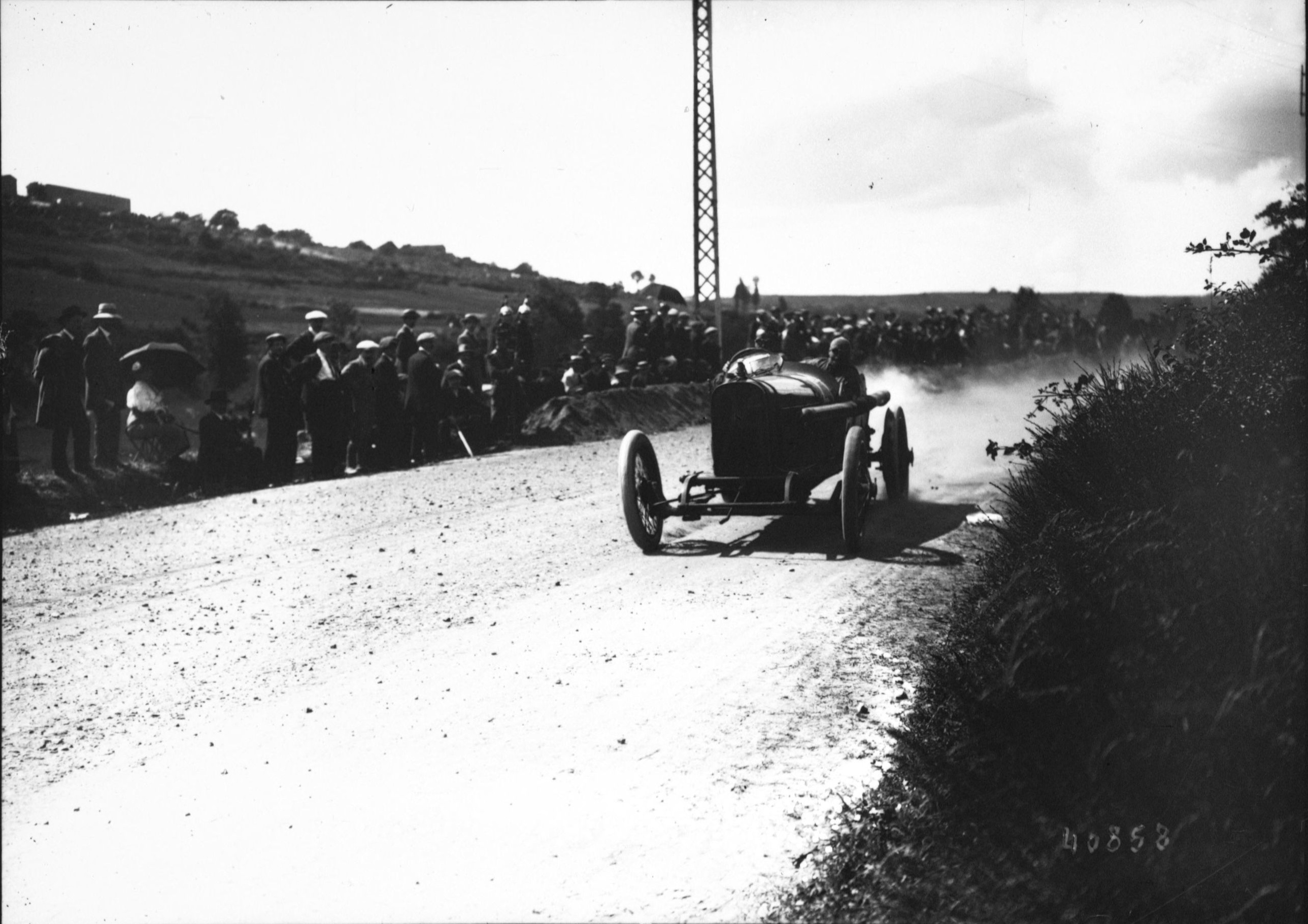
Sunbeam TT 1914 року

У 1913 році дворічний 25/30НР виставляється на Інді 500 в США, де він приходить четвертим до фінішу, це був теж непоганий результат, в тому ж році Шассань ставить рекорд траси Брукландс, показавши середню швидкість в 189 км/год на 12-циліндровому гоночному автомобілі. У 1914 році Котелан будує 3.3 л гоночні автомобілі, які мали два верхніх розподілвала, по 4 клапани на циліндр, вали, що оберталися в кулькових підшипниках, та інші інновації типу напівсферичної камери згоряння (Hemi). Конструкція цієї машини була запозичена з чемпіонського Peugeot, спроектованого швейцарцем Анрі. Друг Котелана — Даріо Реста був дилером фірми Peugeot в Англії, він привіз спортивну машину і попросив Котелана доглянути за машиною до ранку, поки Реста не підготував місце для неї. Котелан не міг упустити можливості і, розібравши половину мотора, змалював конструкцію, до ранку, коли Реста приїхав за машиною, не було і слідів «розтину», зате вони проявилися, коли Кенелм Лі Гіннес виграв Турист Трофі цього сезону на 94-сильному гоночному Sunbeam.
З початком військових дій фірма починає випускати авіаційні двигуни, які вже були в портфоліо фірми, автомобілі 12/16НР були передані для виробництва фірмі Rover, робітники якої не збирали ці автомобілі настільки ретельно, як «санбімовці», тому ці автомобілі не славилися своєю якістю. Хоча у військових умовах, коли техніка не жила довго, це сходило з рук. Поки в Європі була війна, Котелан перебував у США, де в Інді 500 1916 року виступало його нове творіння — Sunbeam з 6-циліндровим 4.2 л 140-сильним мотором, але Жан Христьян не завойовув призового місця на ній.

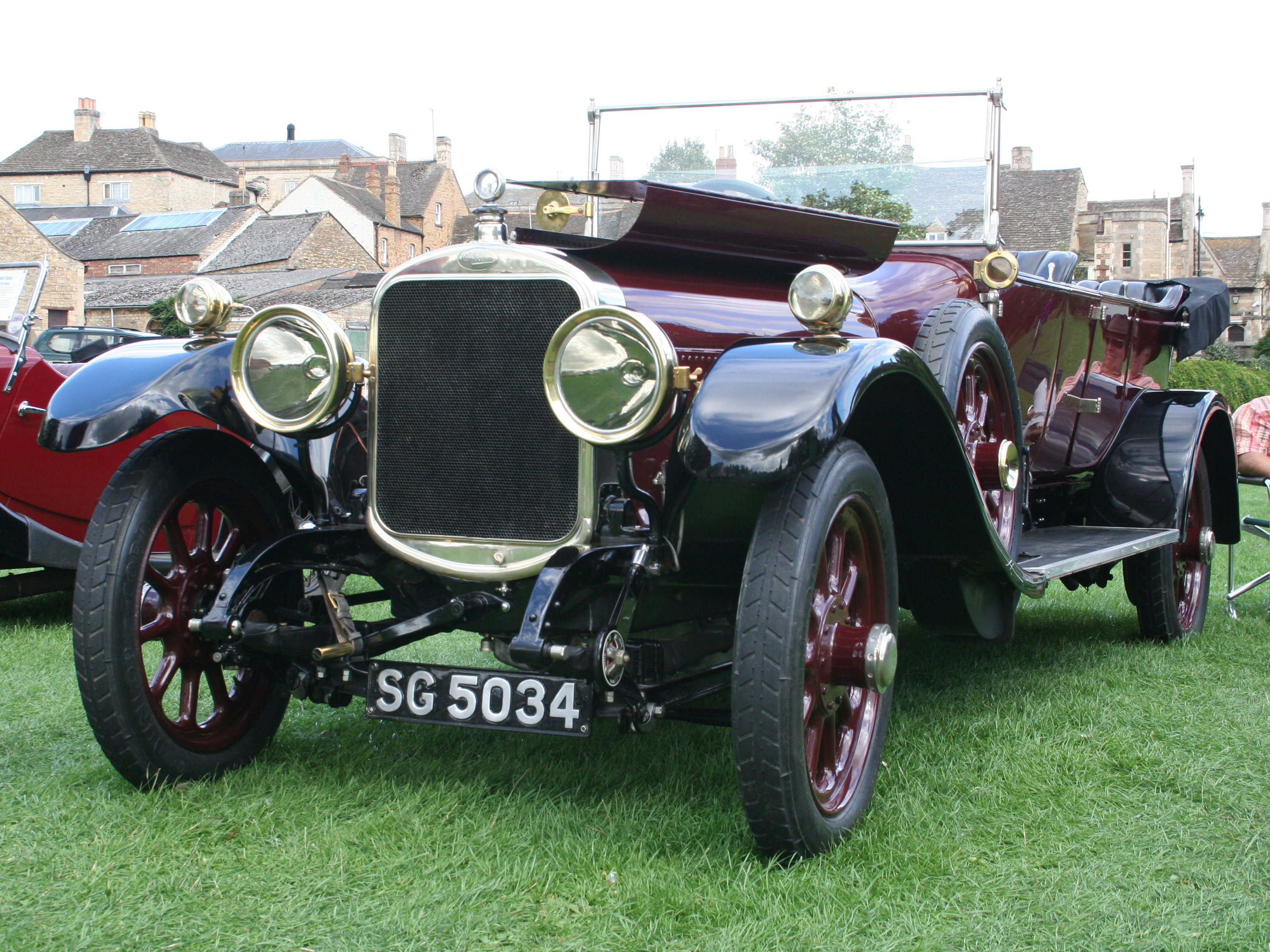
Sunbeam 24HP Tourer

У 1918 році помирає Джон Марстон, на наступний день після похорону вмирає один з синів — Роланд, а ще через два дні — і вдова Джона. Це був важкий удар по підприємству, біля керма компанії встав Картон, який сам на той час був серйозно хворий. Котелан відмовився від посади керуючого директора, яку він тоді вже обіймав, і стає головним інженером фірми. У 1919 році поновлюється виробництво легкових автомобілів, це були дві моделі: 16НР — реінкарнація моделі 12/16НР з 3-літровим мотором, інша модель — 24НР, використовувала шасі довоєнного 25/30НР, але як мотор був встановлений новий 6-циліндровий 4.5 л двигун, що розвивав 50 к.с., обидві машини мали 4-ступінчасту коробку передач.

## Sunbeam у власності компанії Darracq. Об'єднання STD Motors
У 1920 році Чарльз Марстон, молодший син Джона, що знаходився в депресії, продає фірму John Marston Ltd, що виробляла мотоцикли та велосипеди марки Sunbeam, фірмі Kynoch Limited, а автомобільне підприємство в серпні того ж року переходить під владу Darracq, A. & Co Ltd, яка роком раніше поглинає фірму Clement Talbot Ltd, що виробляла автомобілі Talbot в Лондоні. Новий конгломерат отримує назву STD Motors Ltd, у який крім марок Sunbeam, Talbot і Darracq також входив виробник комерційного транспорту — W&G Du Cros. Головним інженером всіх марок стає Котелан, йому на допомогу приходить Ернест Анрі, який якраз і був автором довоєнних гоночних Peugeot, а тепер донедавна працював на Ballot.
Тим часом Котелан збирався використовувати легкі сплави в конструкції моторів, це був досвід, отриманий під час конструювання авіаційних двигунів, і в 1922 році з'являється нова модель, побудована за його принципом, тобто з алюмінієвими блоками двигуна і коробки передач. Це була 14НР з 2-літровим мотором, об'єм якого в 1923 році збільшили до 2.1 л. Модель 16НР перетворилася в 16/40НР, спортивна версія якої була з 16-клапанною головкою, її мотор видавав 60 к.с. при 3-х літрах об'єму, друга модель — 24НР перейменовується в 24/60НР і отримує алюмінієві поршні, тепер вона при 4.5 л також розвивала 60 к.с., тобто надбавка склала 10 к.с., завдяки застосуванню нових матеріалів.

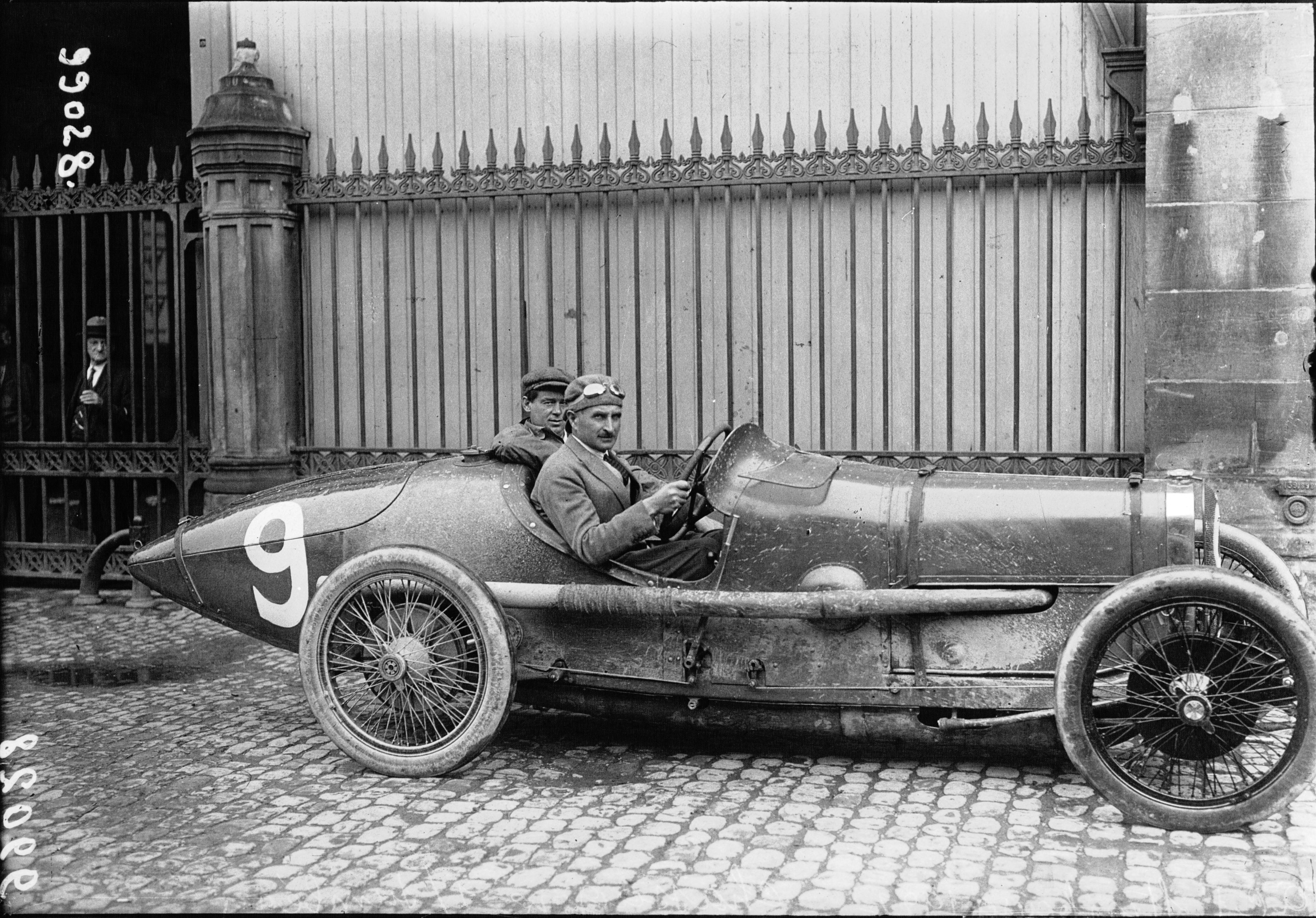
Sunbeam 2L GP

У той час Анрі, який відповідав за конструкцію автомобілів марки Sunbeam (у той час як Котелан керував розробками для всіх трьох брендів компанії), будує новий 2-літровий гоночний автомобіль з чавунним блоком і з клапанами різного діаметра, випускні були меншими впускних, однак ці мотори виявилися дуже ненадійними і навіть небезпечними.
Капітан Сігрейв, який ганяв на автомобілях цієї марки, брав участь в одній з гонок в Пенья Рін (Барселона), один з клапанів зламався і провалився в мотор, після чого мотор загорівся, Сігрейву і його механіку довелося гасити свої ноги в калюжі, яка знаходилася біля дороги в момент, коли вони проїжджали повз, проте до фінішу він прийшов четвертим з мотором, у якого було тепер всього 3 циліндри. Того ж року Шассань брав участь у Тарга Флоріо, коли у машини пошкодився резервуар з маслом, то французький гонщик по ходу гонок купував у місцевих селян оливкову олію і заливав її в мотор.

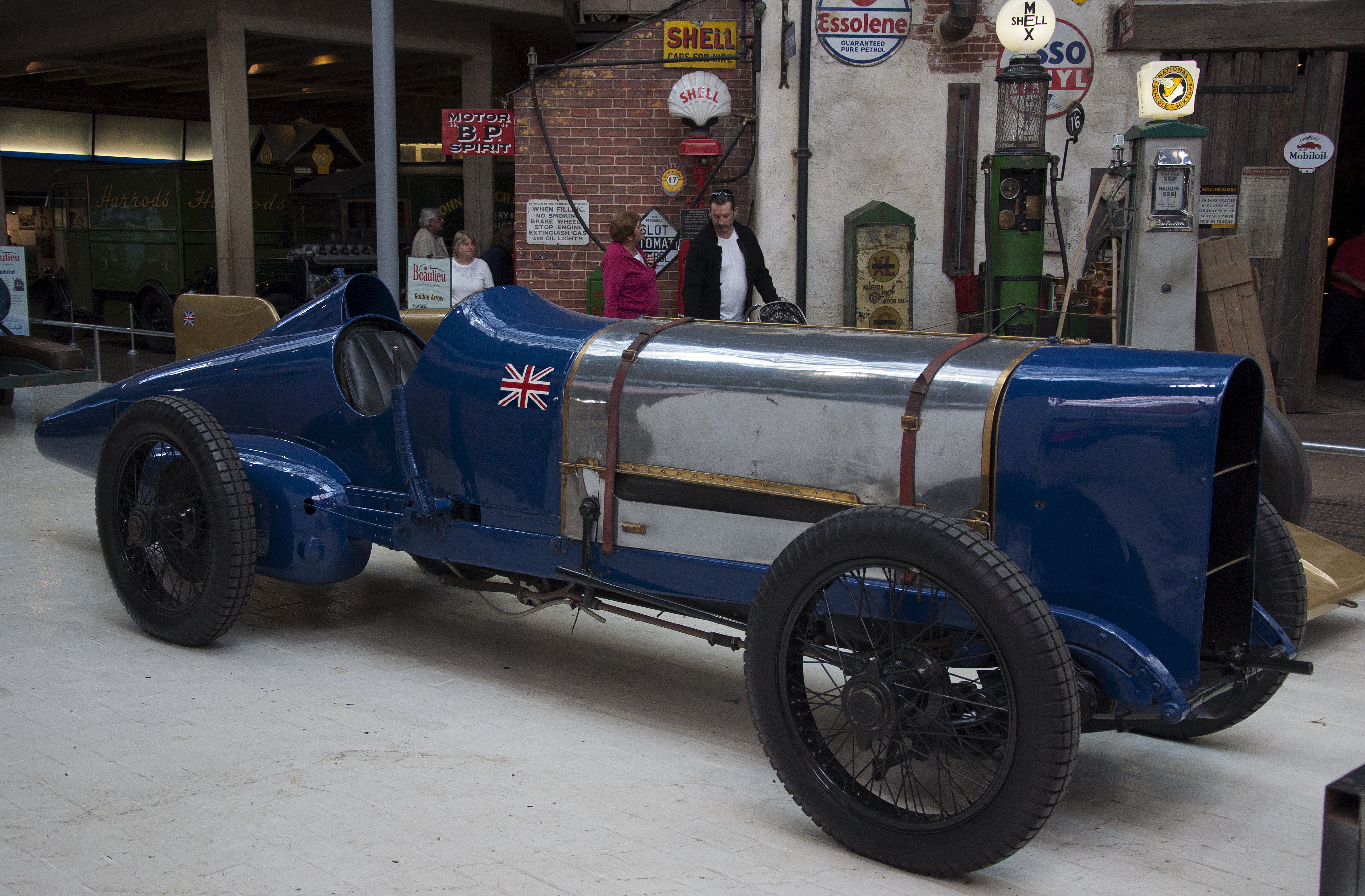
Sunbeam 350HP Blue Bird

1922 рік славився не тільки цими невдачами на гоночних трасах, а й Котелан ще в 1920 році побудував 12-циліндровий автомобіль, на шасі гоночної машини помістили 18.3 л авіаційний двигун, який мав по одному верхньому розподільчому валу і по 3 клапани на циліндр (1 впускний — 2 випускних), в оригіналі він видавав 300 к.с., але після доопрацювання з нього зняли 350 к.с.. У травні 1922 року Сігрейв за кермом цієї машини розігнався до 198 км/год по трасі в Брукландс, потім він покращив результат, встановивши рекорд швидкості для наземного транспорту, який був встановлений маркою Benz в 1914 році, британці перейшли рубіж в 200 км/год (за німцями був результат 199,7 км/год), показавши 207.88 км/год, а з наступної спроби поліпшив його до 215.25 км/год. А всього за той рік було поставлено 126 рекордів траси в Брукландс. У червні того ж року Мальколм Кембелл розігнався до 222.22 км/год, але результат не був зафіксований офіційними представниками, так що свідчення залишилися на совісті виробника, в 1925 році машину перефарбували і перейменували в «Синього птаха». Крім цього дуже непогано себе показав старий гоночний автомобіль, колись побудований для Інді 500, це був той самий 4.2 л 140-сильний болід, Сігрейв не раз піднімався на першу сходинку п'єдесталу, виступаючи на ній.
Все в тому ж році Котелан, незадоволений успіхами швейцарського інженера, запрошує працювати в концерн італійського інженера Вінсента Бертаріоне, який працював на FIAT. Італієць будує гоночний 2-літровий автомобіль, який мав 6 циліндрів. З нього знімається 108 к.с., у той час як з машини Анрі вдалося при тому ж об'ємі зняти всього 88 к.с., але задоволений бретонець поплескав по плечу італійського напарника тоді, коли Генрі Сігрейв стрибав від радості на першій сходинці п'єдесталу після того, як втер носа усім конкурентам на Гран-прі Європи 1923 року, який проходив у той рік у Франції. Друге місце зайняв Диво, а четвертий — Гінесс, між ними прилаштувався конкурент з Франції — Фрідріш, який виступав на Bugatti Т30. В цьому сезоні було дуже багато серйозних супротивників, таких як Voisin Laboratoire, Delage 2 LCV (12 циліндрів), Alfa Romeo P1, Fiat 805 (8 циліндрів), Benz RH і американський 8-циліндровий Miller 122. Після цієї перемоги дуже довгий час британський водій, виступаючи на британській машині, не зможе виграти Гран-прі Європи, хоча британською цю машину можна назвати з натягом, марка належала французу, а машину сконструював італієць. На Гран-прі Іспанії Диво, виступаючи на такій же машині, також стає на вищий щабель пошани.

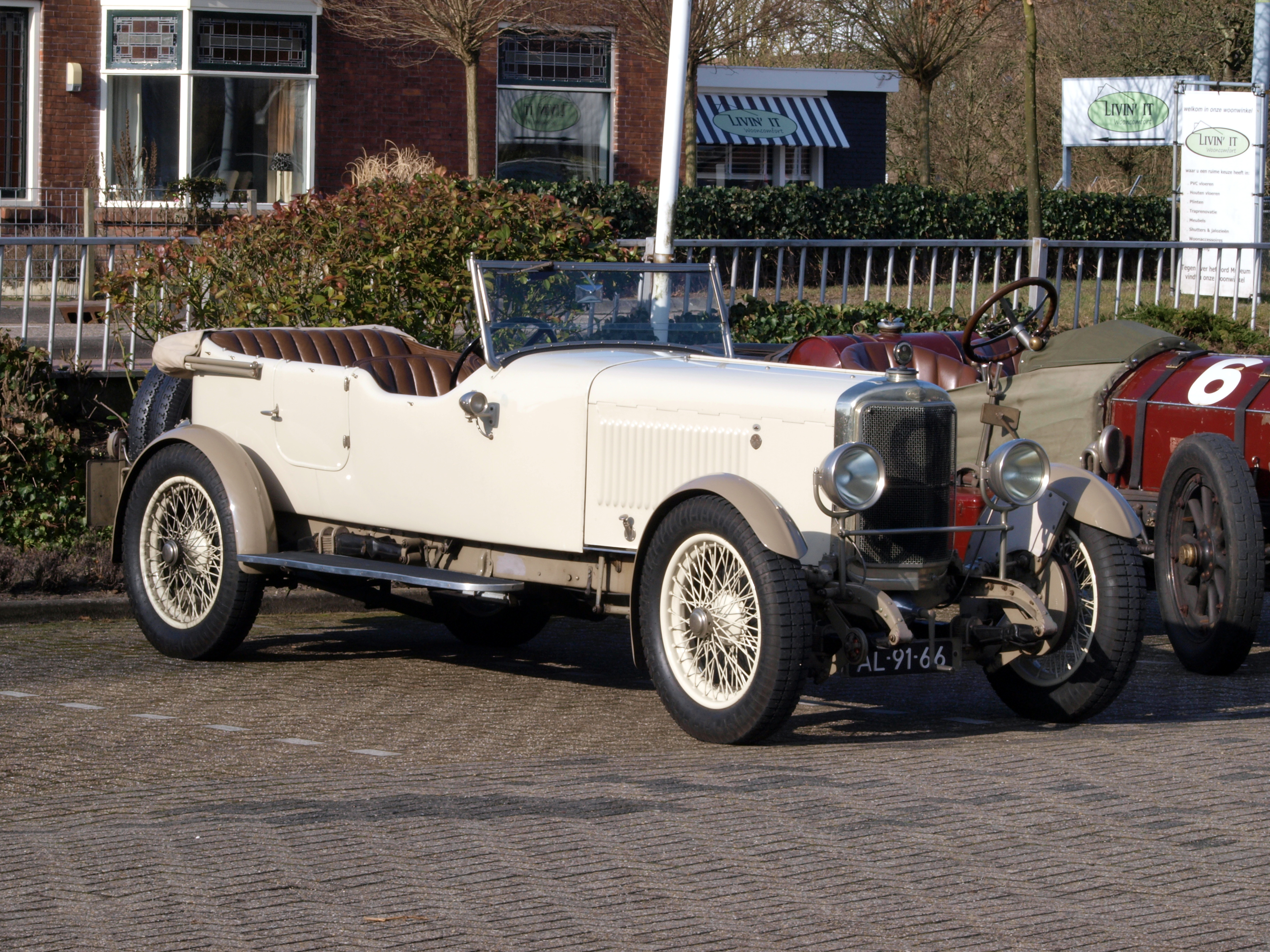
Sunbeam 20/60HP

Серед серійних машин в новому 1923 році з'являється найменша модель марки з 1.6 л мотором — 12/30НР, машина мала 3-ступінчасту коробку передач і гальма тільки на задніх колесах, вибір кузовів цієї машини обмежився двома типами: турером і седаном від кузовної фірми Weymann, ця машина була копією Darracq, але більш масовою машиною цього періоду стала більша модель 20/60НР з 3.2 л мотором і 4-ступінчастою коробкою передач.

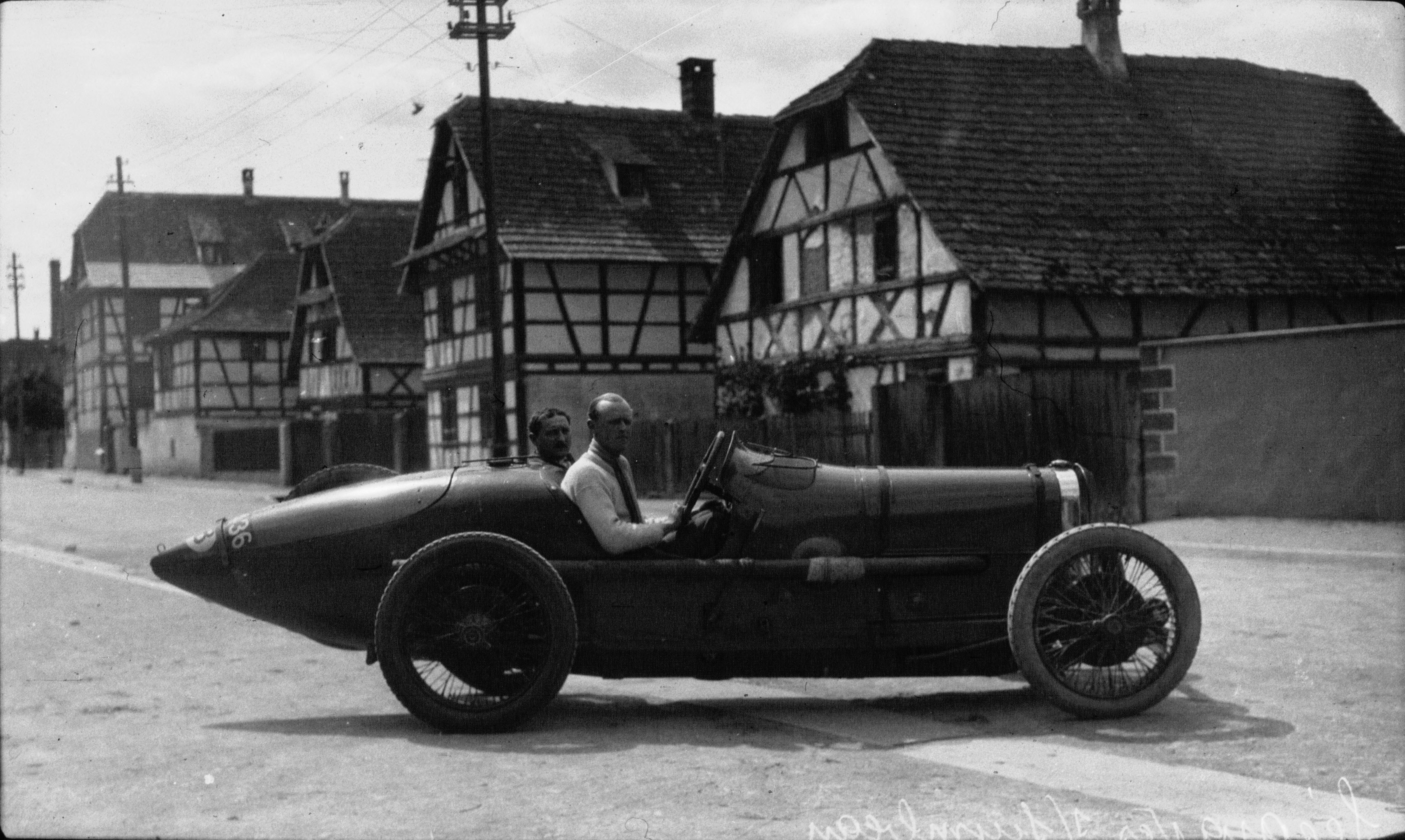
Сігрейв на 6-циліндровому Sunbeam 2L GP під час Гран Прі Франції 1922 року

У 1924 році на гоночні 2-літрові 6-циліндрові машини ставлять механічні нагнітачі, продуктивність мотора зросла до 138 к.с., а максимальна швидкість — до 210 км/год, що робить ці машини найшвидшими у Європі. Котелан знову не пішов по моді, коли його конкуренти з Mercedes, FIAT і Alfa Romeo подавали стиснене повітря в циліндри крізь карбюратор і вже в циліндрі відбувалося змішування повітря з паливом, а мотори Sunbeam отримували «холодну» суміш вже з карбюратора. У вересні того року Сігрейв виграє в Сан-Себастьяні Гран-прі Іспанії, випередивши і цього разу Bugatti Т35 і 12-циліндровий Delage. Перше місце в цій гонці стало втіхою за поразку у французькому Гран-прі, яке пройшло місяцем раніше, де британець не зміг зайняти місця кращого, ніж 5. Цього року спортивна команда пережила трагедію, Даріо Реста, який був не тільки гонщиком, але і керував продажами автомобілів цієї марки в США, намагався встановити новий рекорд траси на Брукландс, але під час заїзду один з фіксуючих ременів на кузові обірвався і потрапив під колесо машини, проколовши шину, авто втратило керування, Реста загинув від аварії, а ось механіку Перкінсу пощастило, він залишився живий, але йому довелося пропустити гонки, оскільки він був особистим механіком Гінесса.
Що стосується цивільних автомобілів, то в цьому сезоні модельний ряд складався тільки з 12/30НР і 20/60НР, розбавляють нові машини: 14/40НР з 2.1 л мотором від моделі 14НР, яка отримала нове шасі і гальма на всіх колесах, серед цікавих особливостей — регульована рульова колонка, ця машина простояла ще кілька років в шоу-румах дилерів, а от дві інші випускалися всього один сезон: 16/50НР з 2.5 л 6-циліндровим мотором і 3-ступінчастою коробкою передач, всього випустили 26 машин, після чого цю модель передали в лондонське відділення концерну, де машина почала випускатися як Talbot 18/55НР, друга модель — 24/70НР була реінкарнацією моделі 24НР, яку припинили випускати двома роками раніше, але тепер 4.5 л мотор був форсований до 70 к.с., а шасі отримало гальма на всі колеса. Всі три моделі 1924 року по якійсь причині мали 3-ступінчасті коробки передач, в той час як попередники оснащувались 4-ступінчастими.
У 1925 році граф Масетті займає третє місце в Гран-прі Франції, поступившись тільки Бенуа і Вагнеру, виступаючих на Delage, але при цьому обійшов дві Bugatti, на яких ганяли Константіні та Гі. У цьому ж році з'являється найбільш затребувана модель фірми — Sunbeam 3-Litre Super Sports, машину показали ще наприкінці 1924 року, але тільки тепер вона пішла в продаж. Це була 3-літрова машина, яка вперше в Європі отримала два верхніх розподілвала. Новий мотор був сконструйований італійцем Бертаріоне і пристосований Котеланом на шасі моделі 16/50НР (яка перетворилася на Talbot). Серійна машина розвивала 145 к.с. і була набагато спритнішою і легшою в управлінні, ніж 3-літровий конкурент від Bentley. Ця модель дебютувала в спорті на Ле-Мані 1925 року, екіпажі складалися з Сігрейва-Даллера і Шассань-Даві. Першим до фінішу на цій гонці прийшов екіпаж, виступаючий на Lorraine-Dietrich B3-6, другими прийшли Шассань-Даві, третьою — ще один Lorraine-Dietrich, а екіпаж Сігрейва вийшов з гри через поломку зчеплення, але йому вдалося задушити у впертій боротьбі два Bentley 3-Litre, з якими у нього вийшла дуель. Проте, не дивлячись на 2 в загальному заліку місце в цих перегонах, почесне перше в класі до 3-х літрів було за Шассанем. До наших днів дожило не так багато цих машин, які становили тоді серйозну конкуренцію автомобілям марки Bentley.
Котелан, який був фанатом гонок та спортивних машин, листувався з Уолтером Бентлі і ділився з ним своїм досвідом з поведінки машин, настроювання тощо, до порад Котелана Бентлі прислухався, адже різниця в досвіді була величезною. Але Бенлі вважав, що спортивні машини повинні бути для гоночних трас, і конструкція дорожніх машин повинна відрізнятися від гоночних, в той час як бретонець писав у листах, що напрацювання в спорті однозначно повинні переноситися і на цивільні версії автомобілів.
До 1926 року було вирішено відмовитися від спортивної програми, оскільки весь прибуток йшов на утримання «стайні», а інвестори не отримували вже котрий рік дивідендів, зате керівництво вирішило поставити на автомобілі — рекордсменів швидкості, тим більше вже це вдавалося не раз. До вересня 1925 року був побудований новий «ломатель рекордів» — Ladybird. Цей автомобіль володів 4-літровим мотором V12, який розвивав 306 к.с. завдяки двом компресорам. Такий мотор отримали шляхом з'єднання двох дволітрових двигунів, які ставилися на автомобілі класу Гран-прі.
Генрі Сігрейв у вересні 1925 року виїздить на трасу Брукландс і за половину милі розвиває швидкість в 233 км/год, але погода восени стояла прохолодна, повторний заїзд вирішили зробити по весні, що й було зроблено, тоді машина розвинула 245 км/год, що стало рекордом для машини з мотором такого об'єму, після того, як було встановлено рекорд, цю машину, а також ще одну аналогічну, яку назвали Tiger, продали приватникам, які ганяли на ній по Брукладнс, Сан-Себастьяну або Булоні. В 1990 році машину з назвою Tiger вирішили протестувати, і розігнали древній апарат до 256 км/год.

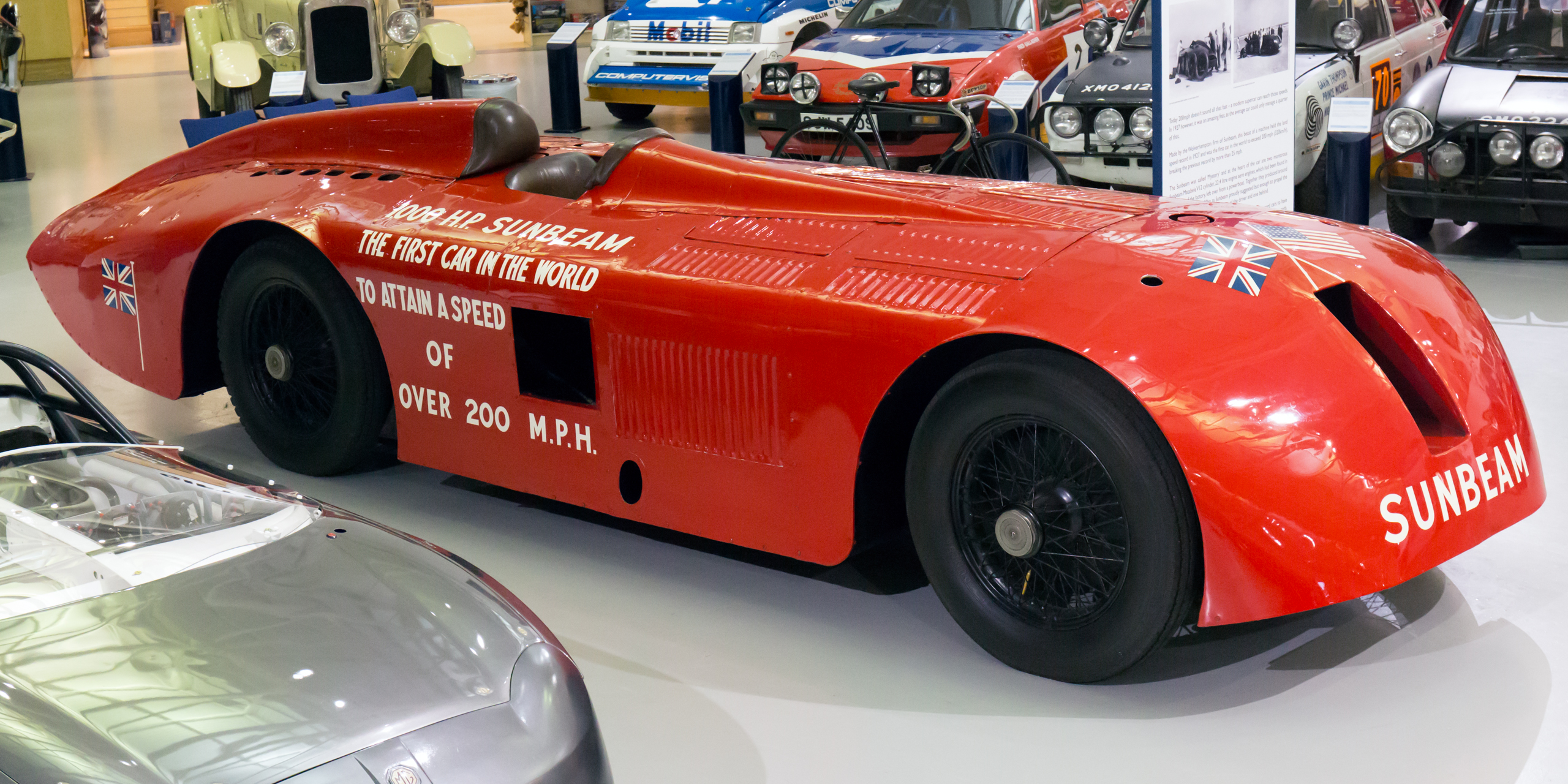
Sunbeam 1000HP Mystery

Але це були дитячі ігри, в голові Котелана, якого позбавили улюбленої забави у вигляді гоночних машин, зріє план споруди більш масштабного дітища, з яким можна було б подолати заповітну цифру в 200 миль на годину, або майже 322 км/год. На допомогу Котелану приходить Джек Ірвінг, вони беруть два авіаційних двигуна, об'ємом в 22.4 л, автором яких був бретонець, і встановлюють їх на шасі. Обидва мотори укупі видавали 900 к.с., не дивлячись на це, машині дали назву Sunbeam 1000HP Mystery. Спочатку за допомогою стиснутого повітря заводився один мотор, потім через жорстке зчеплення перший мотор заводив другий двигун, після того, як вони починали синхронно працювати, можна було рушати. Привід зробили не карданним, а як по-старому — ланцюговим, але ланцюги були гігантськими і заховані в окремий корпус на випадок розриву. Керівництво захотіло влаштувати рекордний заїзд на цій 4-тонній машині в Англії, але Сігрейв, якого вирішили посадити за кермо цього боліда, сказав, що він буде вирішувати, де проводитимуться заїзди. Вибір припав на 37-кілометровий пляж в Дейтона-Біч, що у Флориді, США, і в березні 1927 року був завершений заїзд, який з першої ж спроби перекрив плановану планку, показавши 203.79 милі на годину, або майже 328 км/год. Ця машина теж збереглася до наших днів.

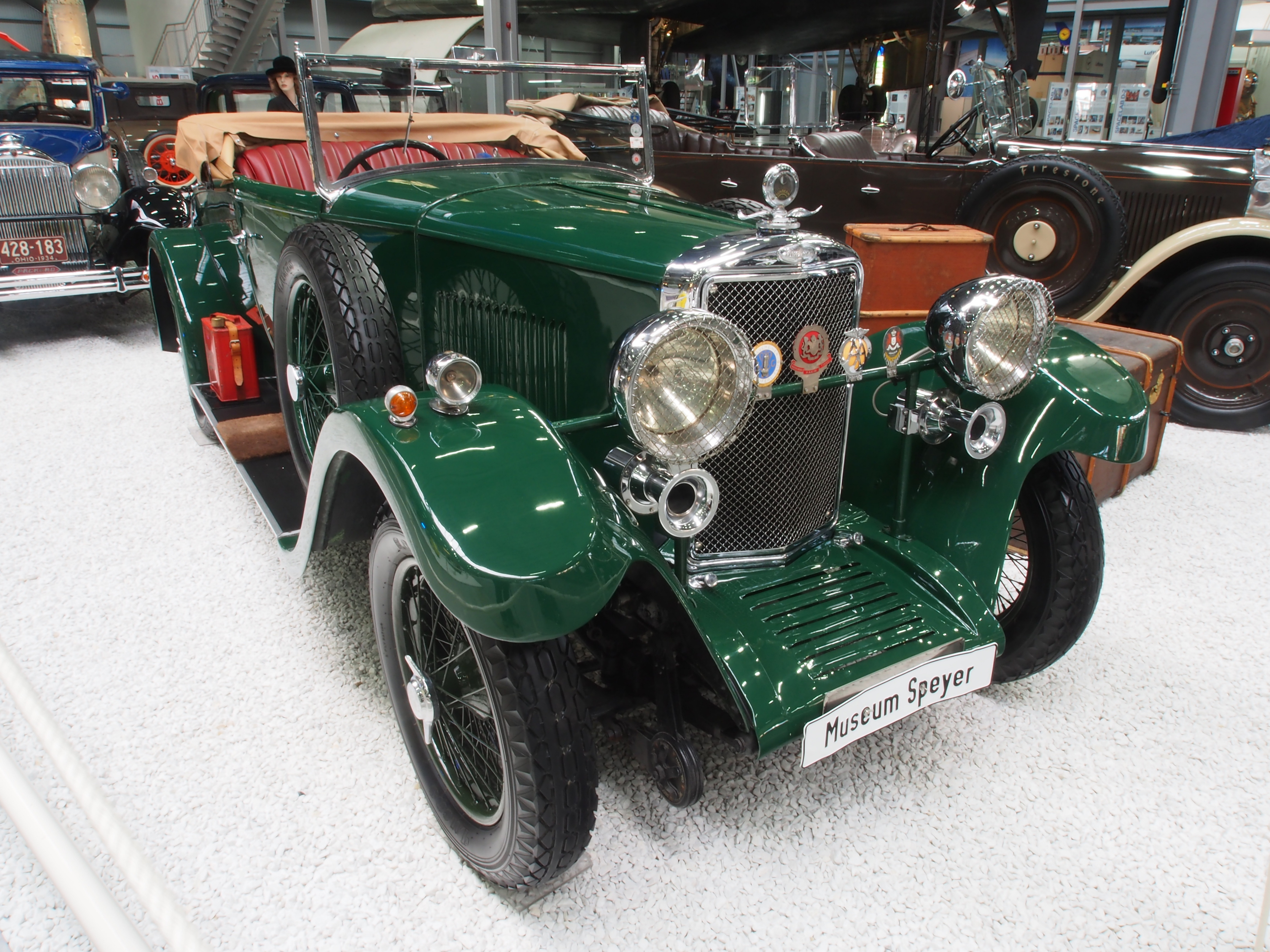
Sunbeam 20HP Tourer

В 1926 році зі старих моделей продовжували випускати 14/40НР та 20/60НР, які були у виробництві останній рік, плюс дрібним тиражем для фанатів-приватників збирали 3-Litre Super Sports, з нових в цьому сезоні з'явилися моделі 16НР з 6-циліндровим 2-літровим OHV мотором; 20НР, також з OHV, але об'ємом в 2.9 л; 25НР був побудований на шасі 20/60НР, і мав 3.6 л двигун і чотириступінчасту трансмісію; завершувала програму дорога і рідкісна машина 30/90НР, під капотом у неї переховувався рядний 8-циліндровий мотор, на вибір двох об'ємів, або 4.8 л, або 5.0 л, ця машина оснащувалася механічним підсилювачем гальм, але вже в 1927 році машина стала носити назви 30НР (з 4.8 л мотором) і 35НР (5.4 л). У 1928 році 3-Litre Super Sports отримують компресорну версію, яка розвивала 130 к.с., але оскільки це була дорога машина, то їх було випущено всього кілька десятків.

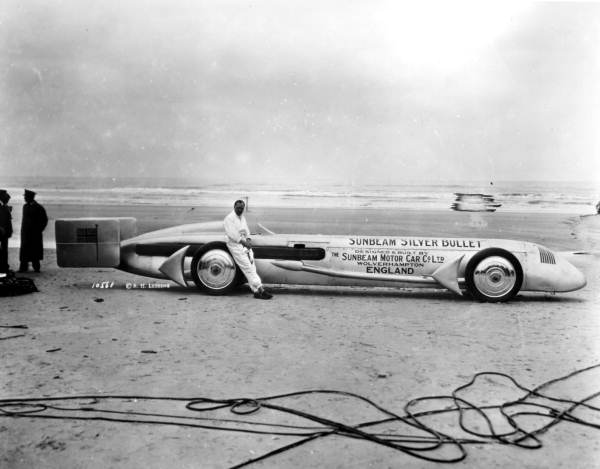
Sunbeam Silver Bullet

Моделі 30НР і 35НР випускалися до 1929 року, в тому ж році 25НР брала участь в Монте-Карло, але машина залишилася без призу, чекала невдача і нового підкорювача рекордів — Silver Bullet. Цей «рекордний» автомобіль, побудований Кей Доном в парі з Луї Котеланом, які встановили на свою машину два 24-літрових мотори, які отримали єдиний здоровенний компресор, що в підсумку дало потужність в 2000 к.с.. Але доставлена в березні 1930 року в Дейтона-Біч не змогла навіть побити рекорд 3-річної давності, поставлений автомобілем своєї ж марки. Ні Дон, ні Котелан так і не змогли поліпшити результат в 299 км/год, після чого невдалу машину продали приватнику, який також не зміг її налаштувати, в результаті вона була розібрана на запчастини.
Після цього краху надій перетнути позначку в 250 миль/год, Котелан став і зовсім відігравати другорядну роль у фірмі, тобто на «рекордних заїздах» було вирішено поставити хрест, так само, як і на розробці принципово нових моделей автомобілів, а поки машини 1926 модельного ряду піддаються модернізації. Модель 20НР отримує в 1930 році 3.3 л двигун з карбюратором «Зеніт», гальма цієї машини були оснащені вакуумним підсилювачем, 4-ступінчаста коробка передач отримує синхронізатор третого ступеня. Модель 25НР також отримує вакуумний підсилювач гальм і карбюратор «Стомберг» замість «Клодель-Гобзона». Спортивну 3-Litre Super Sports припиняють продавати, випустивши за цей час лише близько 300 машин, більшість з яких було розбито під час різних змагань.

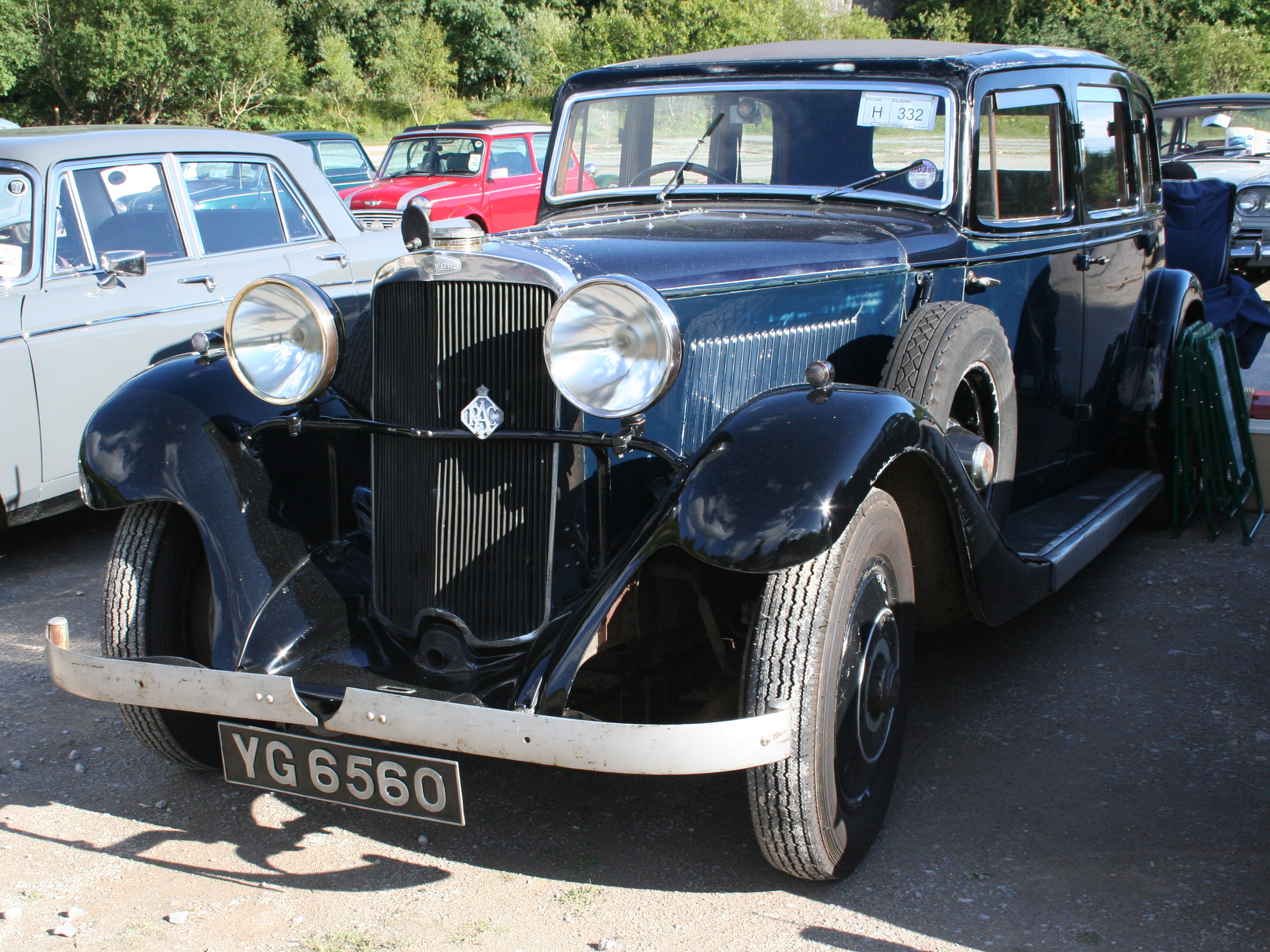
Sunbeam Speed Twenty Saloon

У 1931 році незалежні аудитори проводять перевірку фінансової діяльності фірми, і приходять до висновку, що справи концерну були не те що погані, а жахливі. Більшість директорів йде у відставку, а поки модель 16НР отримує 2.2 л двигун, а замість карбюраторів «Клодель-Гобзона» з'являється «Амал», гальма всіх коліс тепер мали гідравлічний привід. У 1933 році всі наявні моделі змінюються однією єдиною — Speed Twenty, яка була оснащена 2.9 л мотором, проте ця машина конкурувала на ринку в першу чергу з Talbot 105, який вироблявся іншим відділенням концерну.

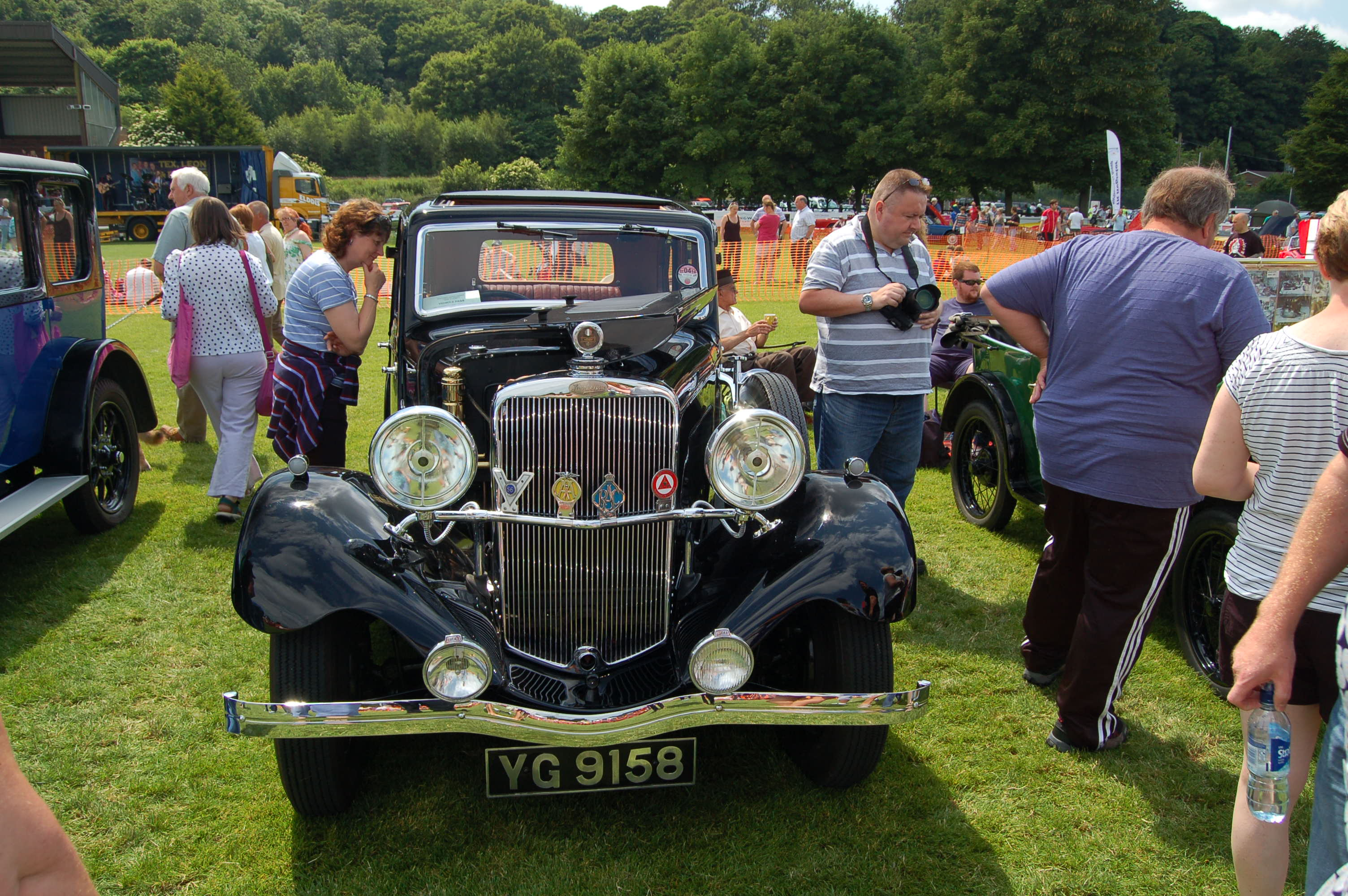
Sunbeam Dawn Saloon

У 1934 році з'являється кілька нових моделей: Twenty з мотором від моделі 16НР, але яка тепер комплектувалася повністю синхронізованою 4-ступінчастою коробкою передач, і модель Twenty-Five, спадкоємиця моделі 20НР, з тим же 3.3 л мотором, але яка тепер пропонувалася в двох варіантах бази, причому відрізнити машини можна було по наявності додаткових фар під основними, у короткій версії їх не було. Остання машина, яка була розроблена Стівенсом самостійно в рамках концерну STD Grupp, носила назву Dawn, вона мала 1.6 л 4-циліндровий мотор, в активі цієї машини була незалежна передня підвіска, преселективна коробка Уїлсона.

## Sunbeam у власності концерну Rootes Group. Автомобілі Sunbeam-Talbot
Наприкінці 1934 року група оголошує себе банкрутом, судом всі підприємства виставляються на продаж, в січні 1935 року Rootes Securities Ltd купують британські фірми Sunbeam Commercial Vehicles, яка з 1931 року виробляла тролейбуси, а також Clement Talbot і Darracq Engineering Co. Тим часом за фірму Sunbeam, що виробляла легкові автомобілі, починається боротьба між Вільямом Лайонсом, господарем фірми SS Cars (яка відома більше як виробник автомобілів марки Jaguar) і Вільямом Рутсом. У жовтні 1935 року Rootes Securities Ltd викуповує Sunbeam, на превелике невдоволення Лайонса, який планував роздобути фірму з гучним ім'ям і конструкторськими напрацюваннями. Французьке відділення франко-британського концерну ще наприкінці 1934 року викуповує колишній член правління концерну — майор Антоніо (Ентоні) Лаго, уроджений італієць, який ще після Першої світової переїхав до Англії, а з 1932 року відповідав за французький завод Darracq. Він починає випускати з 1935 року у Франції автомобілі під маркою Talbot-Lago. Але поки фірма Sunbeam була в підвішеному стані і за неї йшла конкурентна боротьба, виробництво машин не зупинялося, і вони навіть модернізувалися, так Twenty, наприклад, отримує новий 2.8 л мотор і назву Sports 21НР.
У 1936 році брати Рутс дають відмашку на споруду нової моделі для фірми Sunbeam, за її будівництво береться Жорж Реш, він встановив новий 4.5 л 8-циліндровий 150-сильний мотор на шасі Humber Pullman. Саму топову машину концерну показали на лондонському автошоу Olympia Motor Show у жовтні 1936 року, після виставки брати вирішили вирушити на машині в подорож континентальною Європою, однак після того як машина прибула до Франції, вона зламалася (поломка була в ходовій частині), в підсумку проект закрили, а чотири річних прототипи були знищені.
Машини в період 1936–1937 року не випускалися, майбутнє марки стояло під великим знаком питання, було ясно, що в ієрархії марок, які належали концерну, місця Sunbeam не було. Але у концерну була ще одна проблема, в Сюрені капітан Лаго випускав машини під маркою Talbot-Lago, що заплутувало клієнтів, хоча в Англії машини продавалися під маркою Darracq, але в Британії також була марка Talbot. Тому в 1938 році брати вирішили об'єднати марки, створивши новий бренд — Sunbeam-Talbot, перейменувавши фірму в Clement Talbot Ltd. Виробництво легкових автомобілів в Вулвергемптоні так і не відновилося, але там продовжили випуск двоповерхових тролейбусів, а також вантажних автомобілів марки Karrier, яка також належала концерну Rootes.

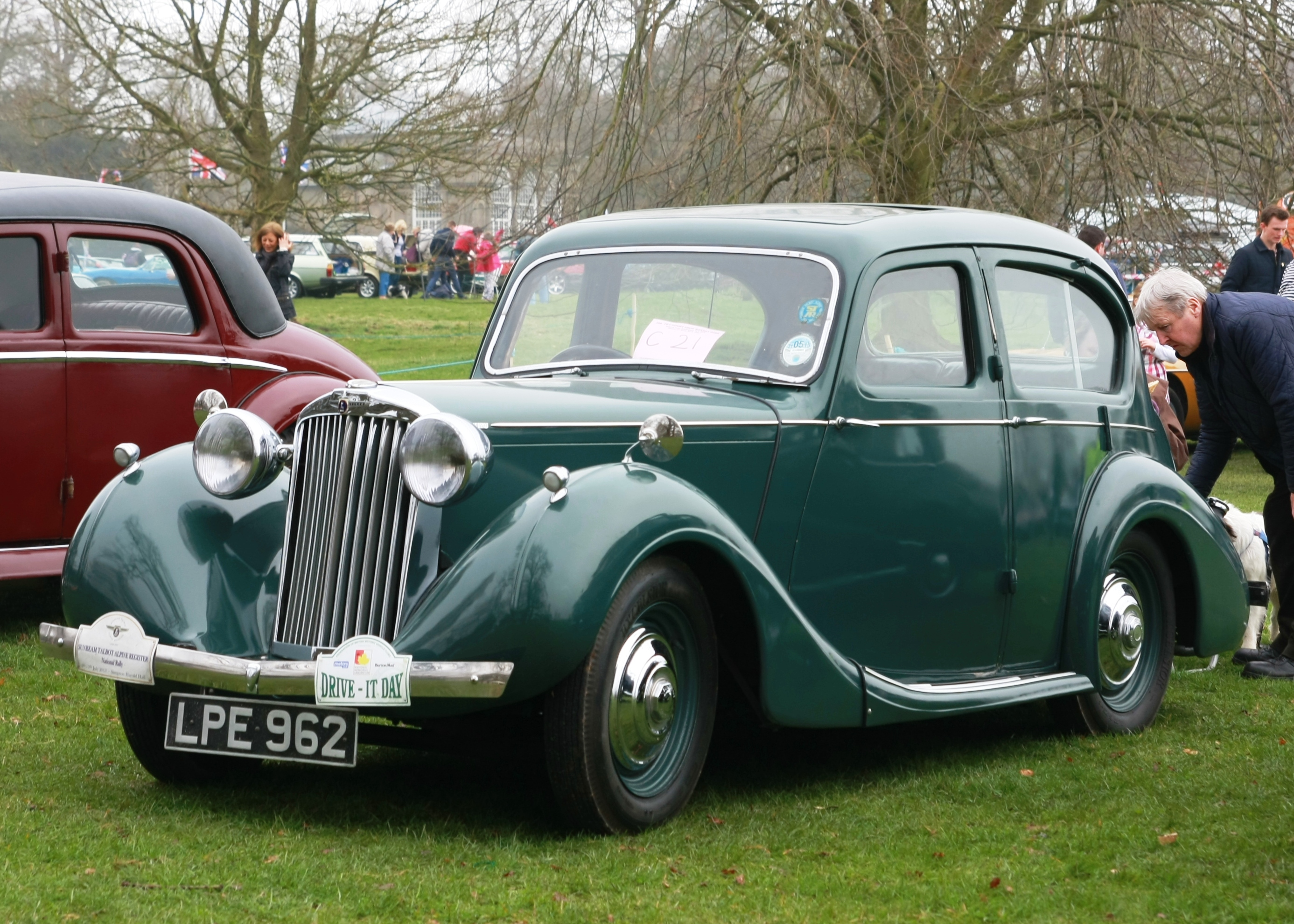
Sunbeam-Talbot Ten Saloon

Нові Sunbeam-Talbot стали випускати на потужностях колишнього Clement Talbot Ltd, що в Лондоні. Первістком нової марки стала модель Ten, яка була клоном Hillman Aero Minx з 1.2 л 38-сильним мотором і з 4-ступінчастою коробкою передач. Машина, що дебютувала в серпні 1938 року, оснащувалася двома типами кузовів, або купе від Carbodies, або відкритим турер від Whittingham & Mitchell, які виглядали скоріше респектабельно, ніж спортивно.
Слідом за нею була анонсована модель 3-Litre, яка всього-лише отримала нові значки, оскільки роком раніше випускався аналогічний Talbot 3-Litre, машина, що мала чотири типи кузовів (по два закритих і відкритих), на ділі була побудована на агрегатах Humber Snipe з 3.2 л 80-сильним мотором, і відрізнялася від нього тільки кузовами. Обидві машини мали незалежну передню підвіску і гідравлічний привід гальм.

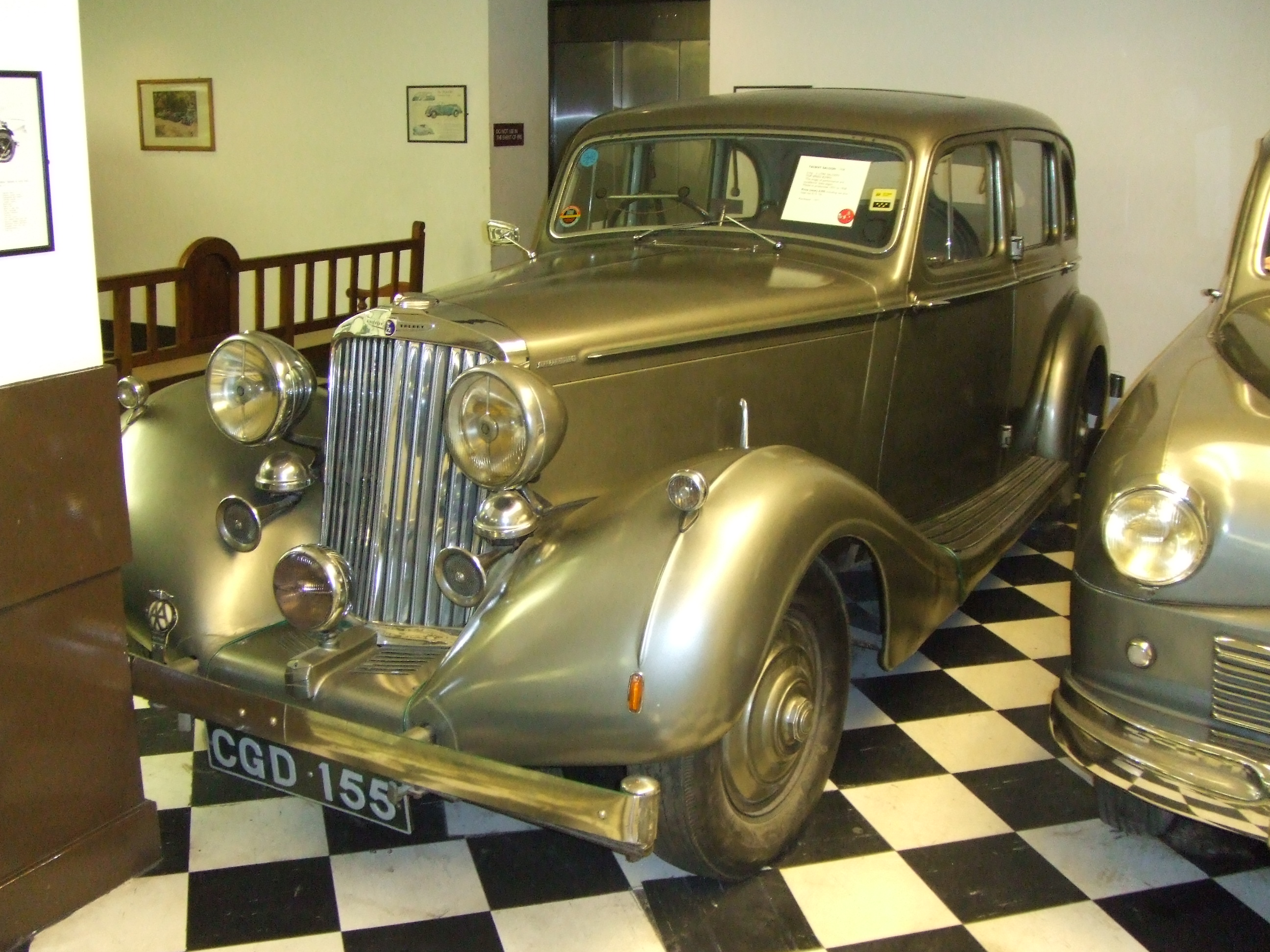
Sunbeam-Talbot Supreme 3-Litre

У 1939 році модельний ряд розширився за рахунок моделей 2-Litre, яка мала 1.9 л 4-циліндровий 52-сильний мотор від Humber Hawk, який встановили на подовжені (+8 см в базі) шасі від Sunbeam-Talbot Ten, і чотириступінчасту коробку передач з синхронізованими трьома вищими передачами, ця машина представлялася в трьох варіантах кузова. Другою новинкою стала топова модель — 4-Litre, яка при 4.1 л і 6 циліндрах завдяки алюмінієвій голівці знімала 100 к.с., передня підвіска була незалежною, а гальма, як і на всіх авто цієї марки, були з гідроприводом, але на ділі це був технічний клон Humber Super Snipe, на який встановлювали інші кузови, які пропонувалися в шести варіантах та постачалися фірмою Thrupp & Maberly (яка вела свій родовід з середини XVIII століття).
Однак цим машинам не судилося випускатися довгий час, вже наприкінці 1939 року фірма припинила їх виробництво, переключившись на військову техніку, з машин, які випускав концерн, залишалися у виробництві тільки Humber і Hillman, та й ті у військових версіях.
Влітку 1945 року виробництво автомобілів серії Ten і 2-Litre відновилося, машини отримали більш потужні двигуни, 1.2 л мотор став розвивати 41 к.с., а 1.9 л — 56 к.с., виробництво топових моделей було вирішено не відроджувати, оскільки післявоєнна Англія потребувала більш доступних авто. Лондонський завод на Берблі Роуд випустив свій останній автомобіль 31 травня 1946 року, після чого все виробництво автомобілів було перенесено новий завод в Райтоні, а через рік у будівлю колишнього автозаводу в'їхало Thames Television.

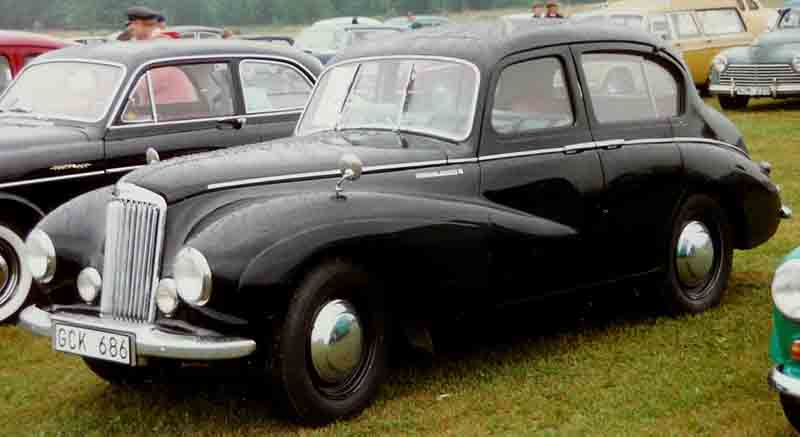
Sunbeam-Talbot 90 Saloon

У липні 1948 року моделі Ten і 2-Litre замінюються новими версіями, які отримують назву 80 і 90. Модель 80 оснащувалася колишнім 1.2 л двигуном, але який тепер видавав 47 к.с., а модель 90 мала 1.9 л мотор, потужність якого довели до 64 к.с., обидві машини отримали важіль КПП, встановлений на рульову колонку. Головною відмінністю від колишніх моделей стали нові кузови, седан поставлявся заводом British Light Steel Pressings, який знаходився в Актоні і належав концерну, а кабріолети або, як їх прийнято називати в Англії, дропхед-купе виготовляли на Thrupp & Maberly. Дизайн обох машин був схожий, а седан мав цікаву задню стійку із зігнутим вікном.

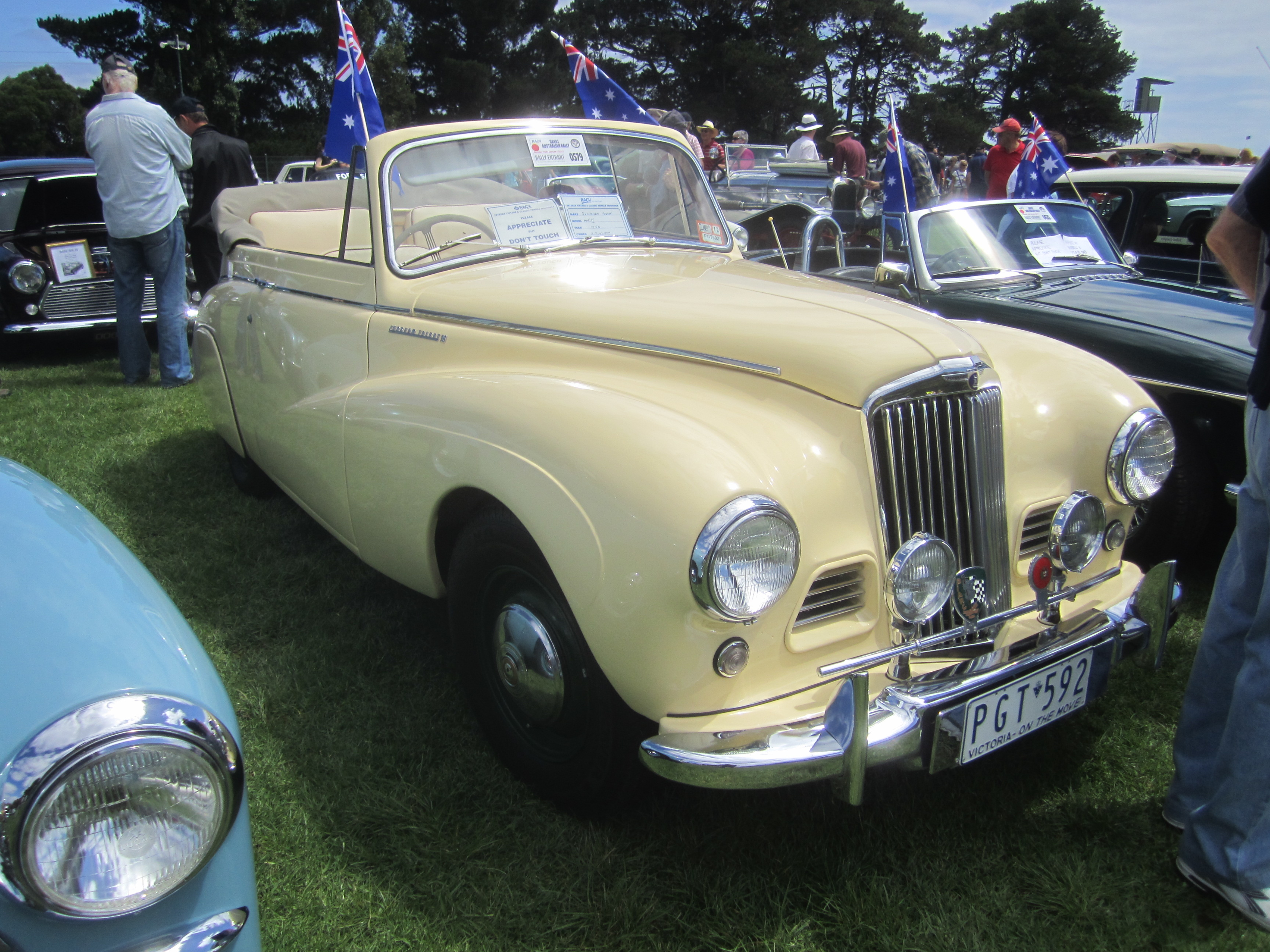
Sunbeam-Talbot 90 MkII Drophead Coupe

У 1950 році виробництво 1.2 л моделі 80 припинилося, а 90 піддається модернізації. Машина, по-перше, отримує новий 2.3 л двигун, потужністю 70 к.с., по-друге, шасі отримує передню незалежну підвіску, по-третє, передок отримав більш високе розташування оптики, щоб відповідати стандартам безпеки США, 90 MkII можна відрізнити по наявності повітропроводів під фарами. У 1952 році Стірлінг Мосс, беручи участь на такій машині в Монте-Карло, займає друге місце.
У вересні 1952 року машину оновлюють, і вона отримує новий індекс — 90 MkIIA, від попередньої моделі її відрізняв більш потужний 77-сильний мотор і гальма збільшеного об'єму, зовні машина відрізнялася від простих MkII відсутністю заглушок на задніх крилах. Ця модель виявилася дуже популярною, і її продажі в порівнянні з попередницею виросли вдвічі.

## Автомобілі Sunbeam
У березні 1953 року з'являється нова машина, яка носила повну назву Sunbeam Alpine Mk IIA, з назви марки пропало слово Talbot. Ця машина зобов'язана своїм народженням дилеру марки, на ім'я Джордж Хартвелл, який був другом сім'ї Рутс. Ще в 1952 році Хартвелл, який спеціалізувався на спортивних версіях марки Sunbeam-Talbot, переробив кабріолет 90 MkII в двомісний родстер, який продавався як Hartwell Coupe. Крім кузова переробці піддався і мотор, який отримав іншу голівку і впускний колектор, завдяки цьому зняли ще 3 к.с., підвищивши віддачу до 80 к.с., що дозволило машині розганятися до 153 км/год. Машина сподобалася братам Рутс, і з весни 1953 року вони вирішили пропонувати цю машину своїм клієнтам у США.

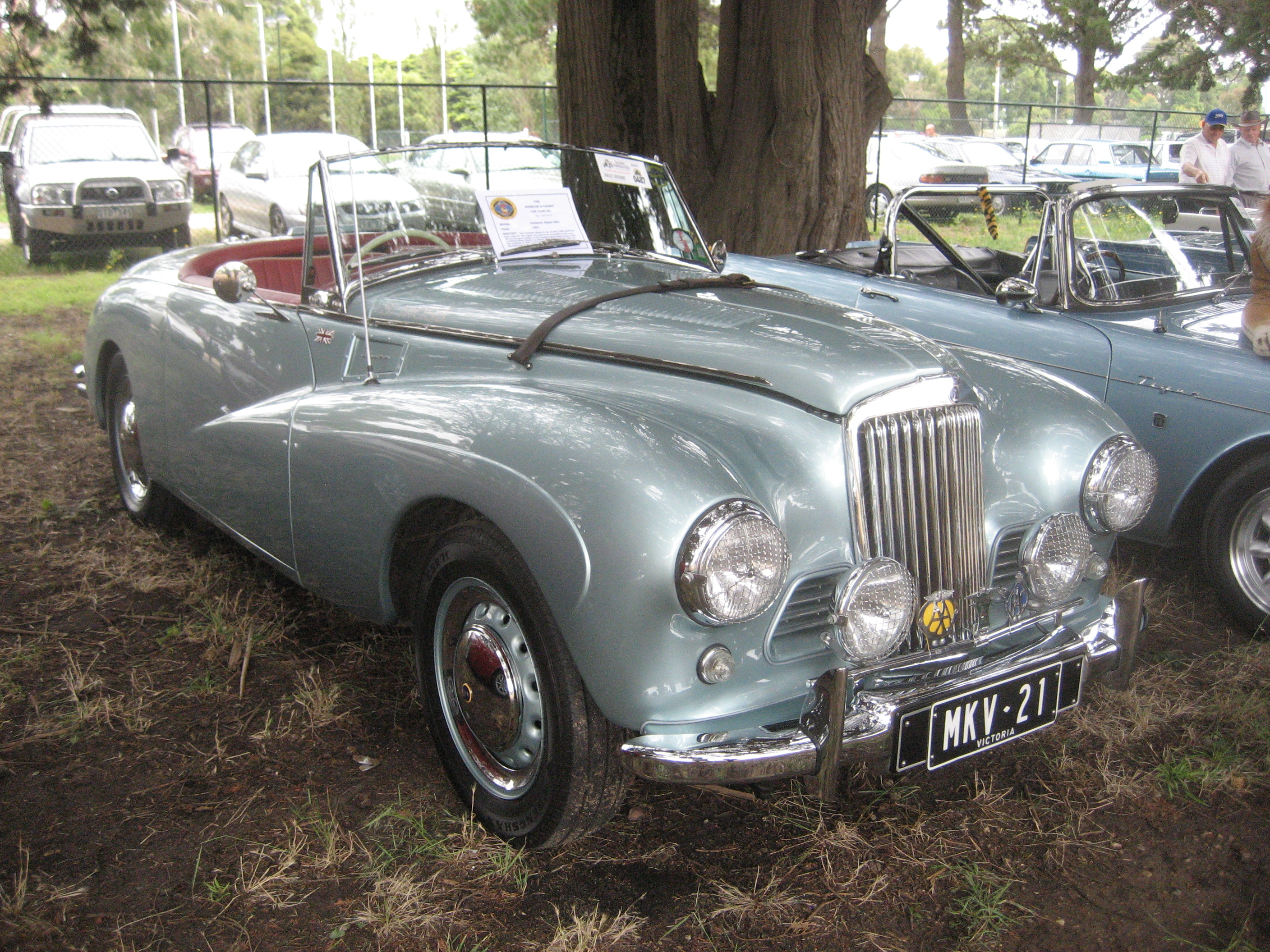
Sunbeam Alpine MkIIA

Назва була дана на честь перемоги Моссом в Альпійських ралі 1952 року, шасі нової машини зробили трохи жорсткішими, поліпшивши керованість машини, кузови, які були доопрацьовані Раймоном Лоеві, взялася постачати фірма Mulliners з Бірмінгема.
Новий родстер відразу дебютував і на ралійних трасах, здобувши перемогу в гонках, чиїм ім'ям і був названий, Coupe des Alpes дістався Стірлінгу Моссу і в 1954 році, що став одним з двох гонщиків, яким траса скорилася три рази поспіль (1952, 1953 і 1954). А в 1953 році ще один кубок дістався водієві цієї машини, Шейла Ван Дамм відвезла з Альпійських ралі кубок «Coupe Des Dames», посівши перше місце серед жінок. Шейла розігнала свій родстер на трасі в Бельгії до швидкості в 193 км/год, але то була ралійна версія машини, а не серійна.

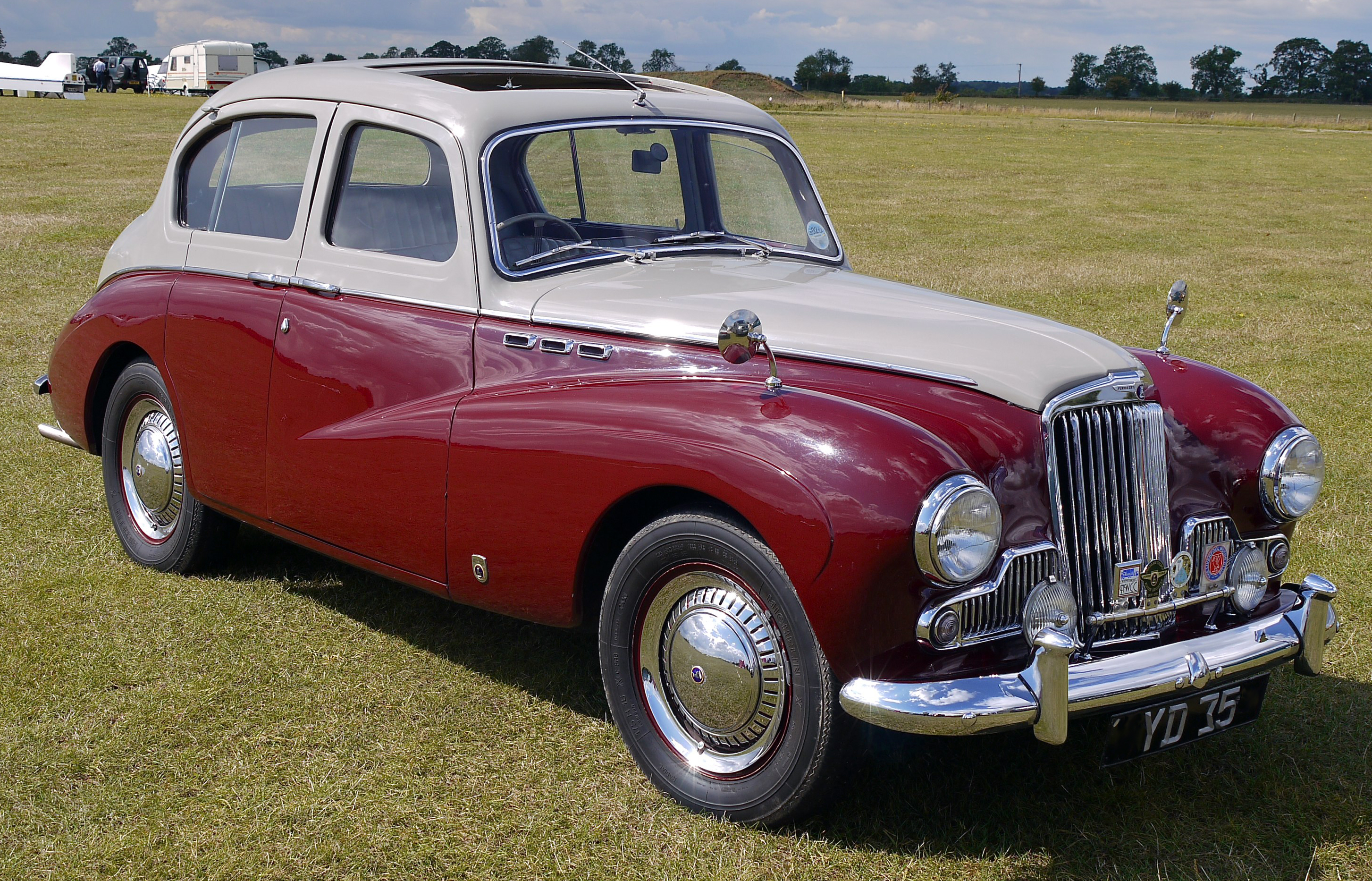
Sunbeam MkIII

У жовтні 1954 року технічну начинку родстера отримує і седан, який тепер носив назву Sunbeam MkIII, від індексу 90, а також імені Talbot, в назві марки було вирішено остаточно відмовитися, щоб не відбувалося плутанини із французьким виробником, який вже 20 років жив самостійним життям. Зовнішні відмінності звелися до інших бамперів і решіток повітропроводів в передній панелі, в які вмонтували передні покажчики поворотів, відкритої версії дропхед-купе для цієї моделі вже не пропонувалося.
У 1955 році Стірлінг Мосс виграє на цьому седані перше місце в Монте-Карло, а незабаром припиняється виробництво родстерів Alpine MkIII, оскільки фірма робить ставку на нового гравця — Rapier.

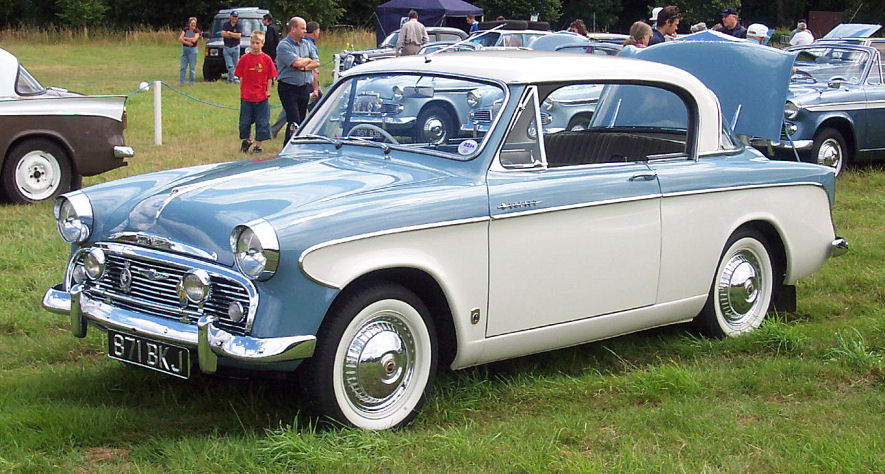
Sunbeam Rapier Series I

Rapier став першим автомобілем марки Sunbeam, який мав кузови, запозичені від інших моделей концерну, хоча запозиченим можна сказати з натяжкою. Закритий дводверний кузов хардтоп був тільки в Sunbeam, в той час як Hillman Minx і його дорожчий аналог Singer Gazelle оснащувався 4-дверним кузовом типу седан. Марки же позиціонувалися за принципом: Hillman — масова та народна марка; марка Singer, яку брати купили в 1955 році, позиціонувалася як більш дорога, що стояла між Hillman і Humber; і Sunbeam мали спортивний характер.
Rapier оснащувався 1.4 л мотором, потужністю 52 к.с., оснащеним карбюратором Stromberg, мотор цього об'єму з'явився на Hillman Minx Series I навесні 1956 року, але розвивав всього 47 к.с.. Кузови для цієї машини виготовлялися фірмою Pressed Steel з Коулі, звідки вони вирушали в Кріклвуд на потужності компанії Thrupp & Maberly, де їх фарбували і збирали, після чого зібрані і пофарбовані кузови відправляли в Райтон, де і відбувалася кінцева збірка цих автомобілів. У 1956 році замість карбюратора Stromberg встановили два Zenith, змінили впускний і випускний колектори, що дозволило зняти з 1.4 л моторчика 67 к.с., динамічні характеристики машини покращилися, але не змінилися економічні показники цієї моделі. На ці маленькі, але недешеві машини можна було замовити кондиціонер, автомагнітолу, тахометр і коробку передач з овердрайвом від Laycock de Normanville, двоколірне забарвлення було в базовому виконанні.
Стара модель MkIII продовжувала випускатися і брати участь у змаганнях, так що участь у Монте-Карло, що вже стала традиційною, закінчилася другим місцем в них для Харпера і Хамфрі, але в 1957 році великий седан відправили у відставку, хоча встигли випустити близько 40 нових версій цієї моделі, які мали 92-сильний силовий агрегат і індекс MkIIIS.
У січні 1958 року Пірет Харпер займає п'яте місце в Монте-Карло на Series I, а в лютому 1958 року Rapier модернізують. Series II отримує 1.5 л 73-сильний мотор, завдяки якому покращилася максимальна швидкість до 146 км/год, що на 8 км/год краще в порівнянні з попередньою версією, але розгін покращився всього на 0,7 секунди — до 20,2 с. У той же час важіль КПП переїхав на підлогу, це було пов'язано з тим, що «Рапіра» повинна була продовжити спортивні традиції фірми, а підлоговий важіль легший і чіткіший для оперування в ралі, крім цього в салоні машини відбулася зміна матеріалів, якщо до цього автомобілі базово оснащувалися шкіряним салоном, то тепер місце шкіри зайняв вініл. Зовні машина також змінилася, замість цільної решітки радіатора з'явилося три, центральна була виконана в стилі, який використовували на своїх машинах британські Talbot, задні крила отримали новомодні плавники, а оскільки машина була модернізована все тим же Раймоном Лоеві, автором Studebacker Hawk, то оновлена машина нагадувала її зменшену копію.

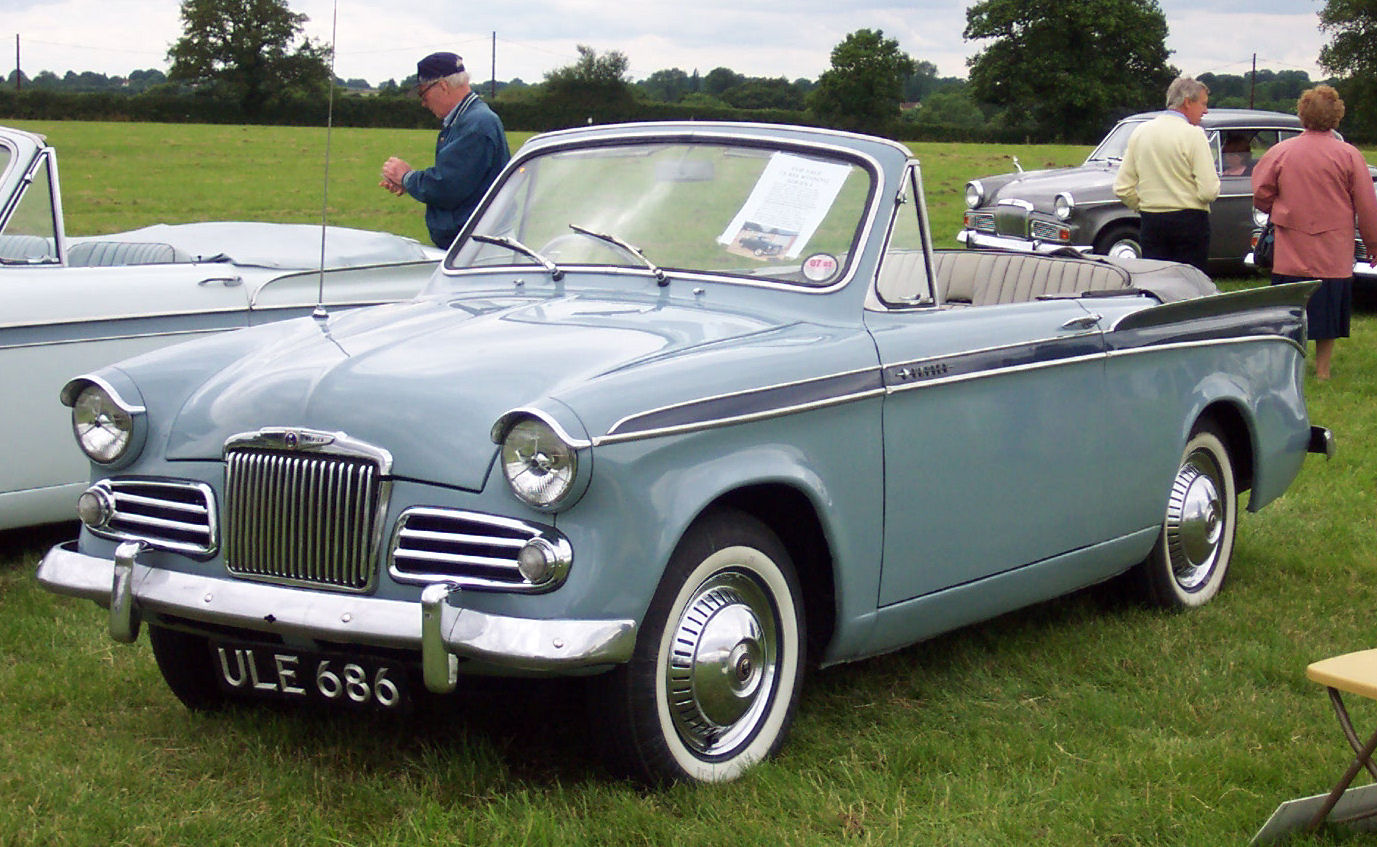
Sunbeam Rapier Series II

Тепер можна було замовити Rapier і з відкритим кузовом дропхед-купе.
Тим часом єдина модель цієї марки продовжує спортивні традиції, автомобіль цієї марки приходить шостим у загальному заліку на Альпійських ралі, але в своєму класі ця машина займає п'ять перших місць.

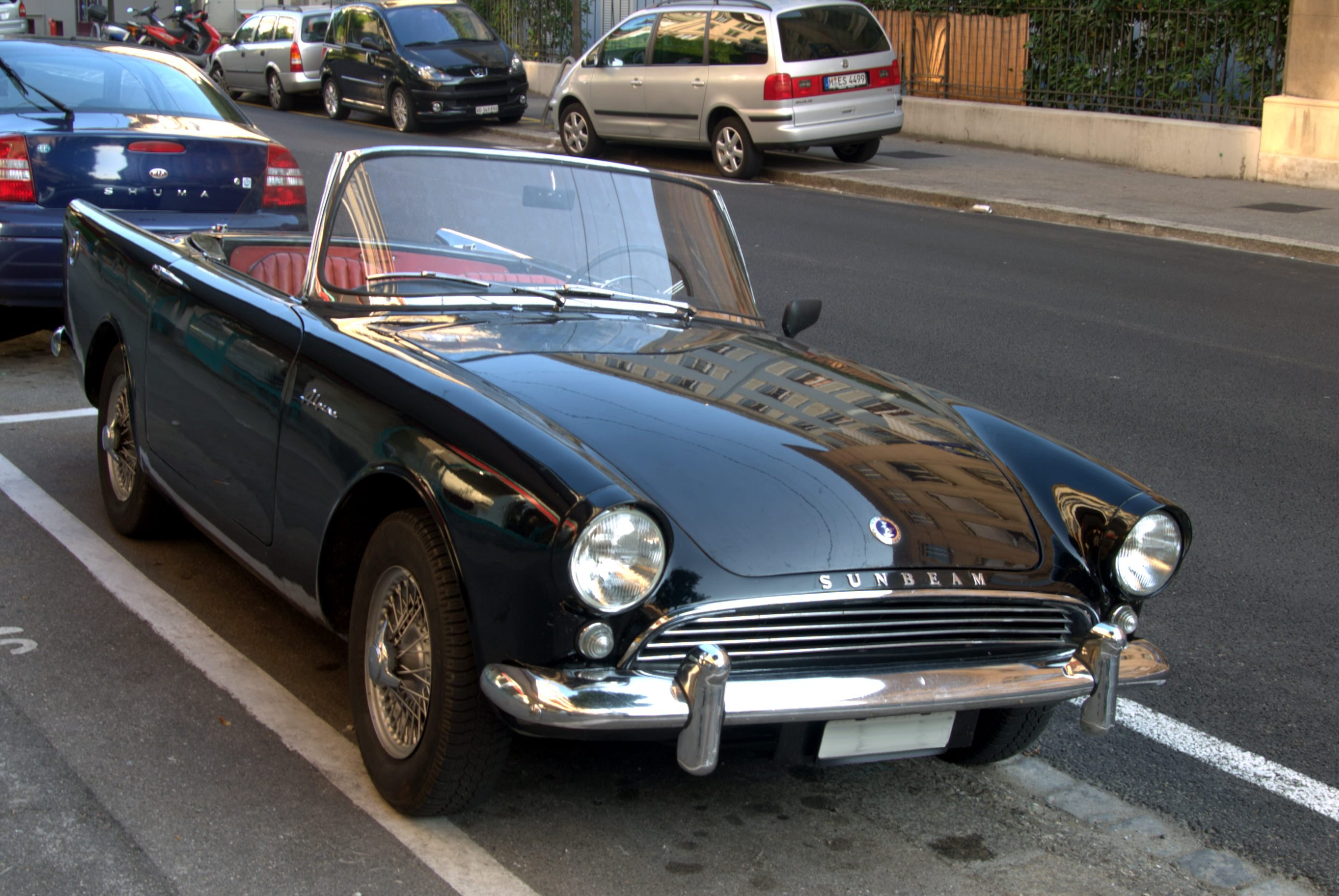
Sunbeam Alpine Series I

Влітку 1959 року з'являється ще одна відкрита модель. Оскільки спортивний родстер зник з виробничої програми в 1955 році, то керівництво вже в 1956 році доручило розробити Кеннету Хоу і Джеффу Кремптону спадкоємця родстера. Оскільки близько 80 % роботи виконав Хоу, який до цього працював в американському відділенні Ford, то новий родстер вийшов схожим на міні-версію Ford Thunberbird. Нова Alpine Series I була побудована на базі Hillman Husky, який був укороченою версією Hillman Minx, але під капот нової машини встановили 1.5 л 78-сильний агрегат, гальма, що мали гідропривід, отримали спереду гальмівні диски. Новинка могла долати позначку в 100 миль на годину, тобто майже 161 км/год, а до сотні розганялась за 13 секунд. Родстер був дуже якісно зібраний і дорого оброблений в порівнянні з найближчими конкурентами з MG або Triumph. Складанням машини від початку і до кінця займалася фірма Armstrong Siddeley.
Восени того ж року дебютує нова серія Rapier, тепер Rapier Series III також оснащувалася передніми дисковими гальмами, а в салоні з'являється обробка з дерева. Мотор цієї серії був запозичений від Alpine, і також розвивав 78 к.с., що лише трохи поліпшило максимальну швидкість (до 148 км/год), але майже на чотири секунди поліпшило розгінні характеристики, тепер машина розганялась до ста за 16.6 секунди. Зовнішні відмінності звелися до більш тонких стійок лобового скла, що дозволило зробити його ширшим, а також до хромованого декору. В активі за моделлю Rapier в цьому сезоні було п'яте місце в Монте-Карло, третє в загальному заліку, але перше у своєму класі на Альпійських ралі і перше місце у своєму класі в марафоні Льєж-Рим-Льєж.

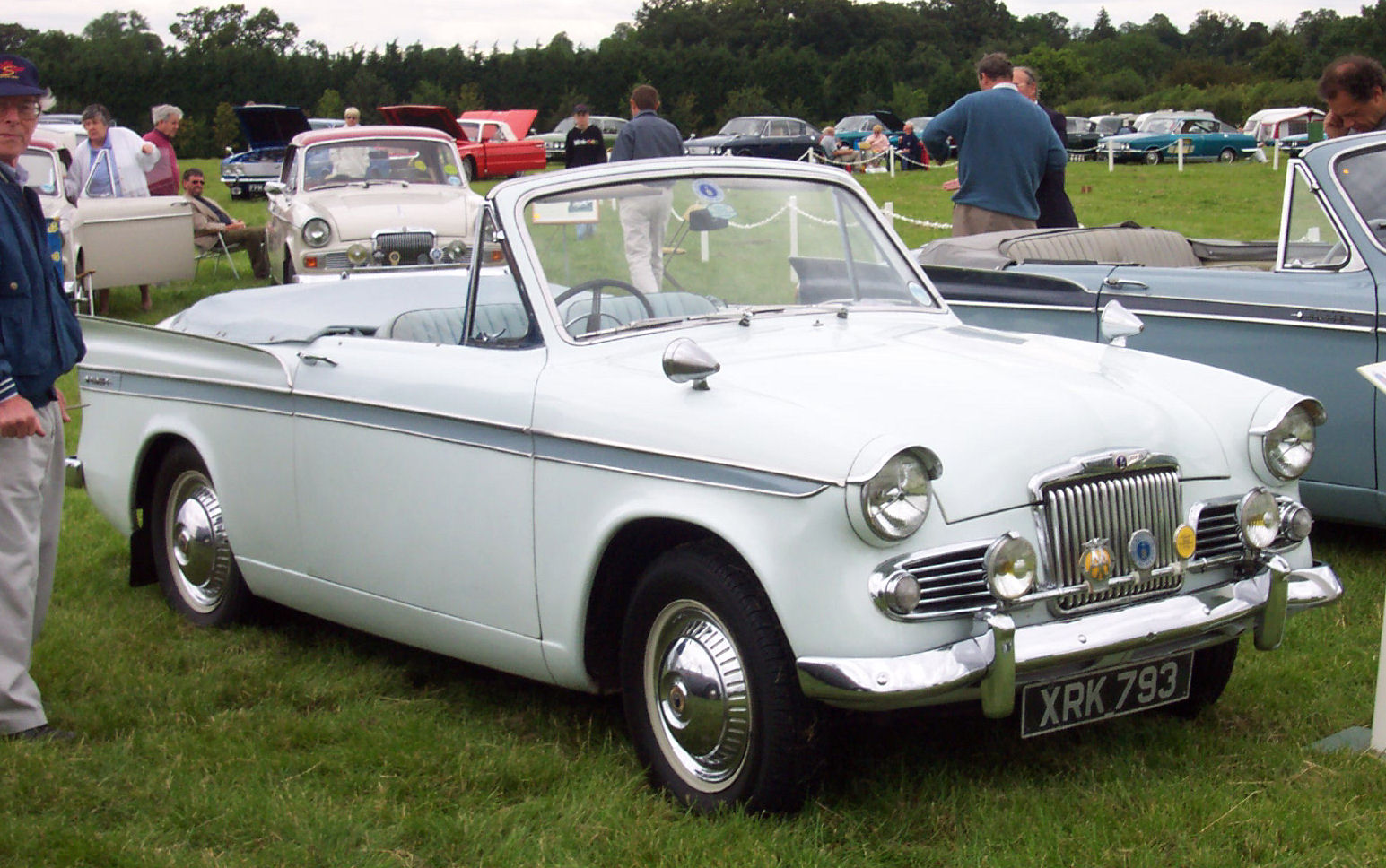
Sunbeam Rapier Series III

У 1960 році виробництво Alpine переноситься в Райтон, де на машину ставлять новий 1.6 л мотор, потужністю 80 к.с., який ніяк не позначився на динамічних властивостях машини, Alpine Series II точно так же набирала сотню за 13.6 секунди. Ця модель також стала використовуватися в змаганнях, наприклад, Вінс Тамбуро виграв національний чемпіонат на цій машині в сезоні 1960 року, але за Rapier було куди більше значущих перемог, наприклад, перші місця у своєму класі на Ралі Монте-Карло і Ралі Акрополіс.

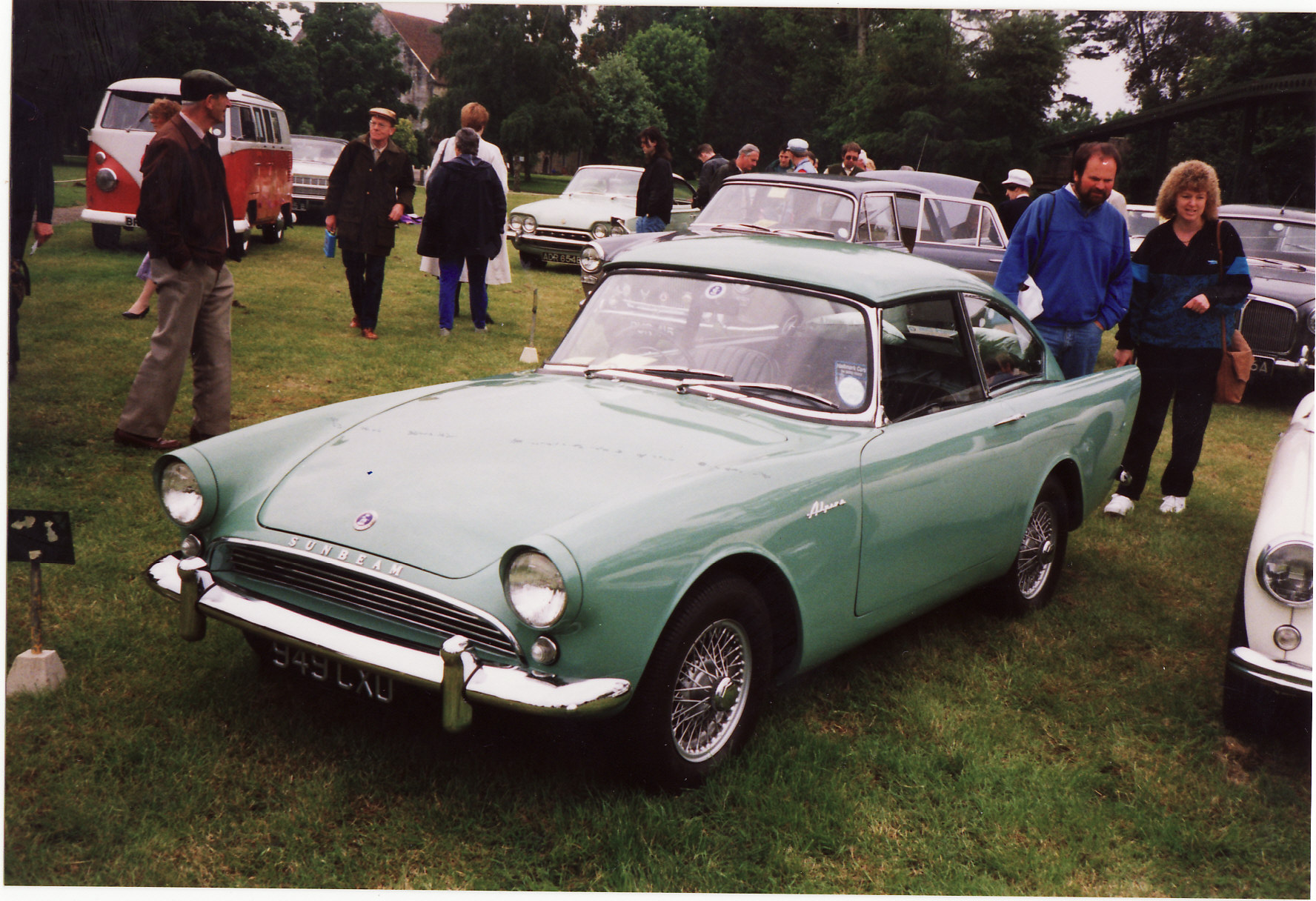
Sunbeam Harrington Alpine Series II

У квітні 1961 року Rapier Series III отримує такий же мотор, що і у родстера Alpine Series II, новий Rapier Series IIIA, дарма що мав мотор більшого об'єму, на ділі ця машина мала меншу максимальну швидкість і непогану втрату в розгінній динаміці, машина втрачає майже три секунди в розгоні до ста. Але упор робиться на якість і надійність мотора, коробки передач, підвіски, яка отримує більш потужний стабілізатор і інші більш якісні і посилені вузли, зовні разючих відмінностей не відбулося. А ось родстер Alpine, якому пропонували окремі фірми закритий жорсткий дах типу хардтоп, отримує закриту версію купе, яку виготовляли на заводі в Райтоні. Thomas Harrington Ltd виробляв кузови для автобусів, але іноді він пропонував свої версії для родстерів типу Jaguar XK або Triumph TR, от і тепер запропонував купе версію для Sunbeam Alpine Series II, верхня частина кузова якого була виготовлена з пластику.

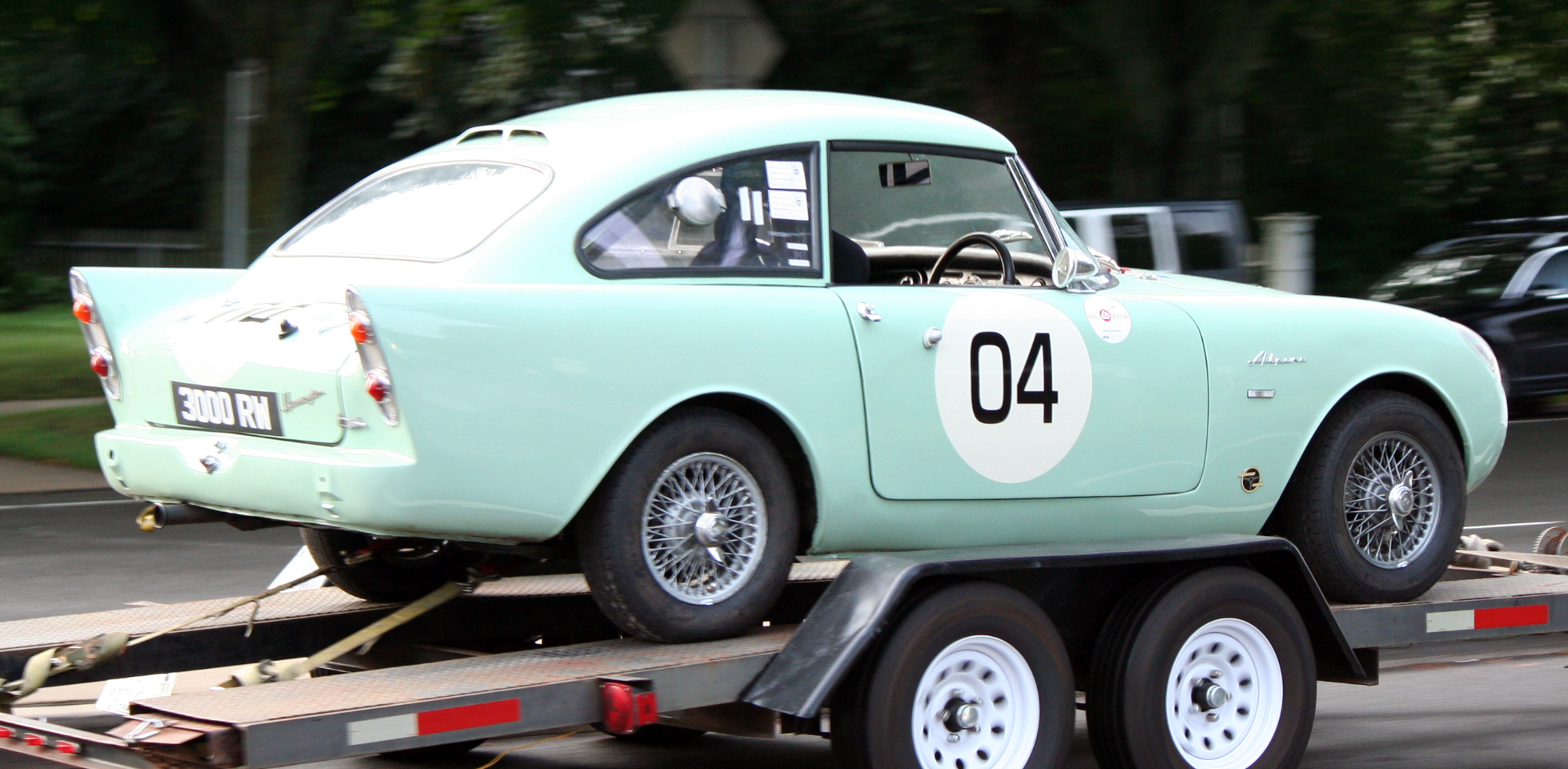
Sunbeam Harrington Le Mans Type A

У жовтні цього ж року для Ле-Ману будують спортивну версію закритої машини, доводити яку взялася фірма George Hartwell Ltd. Кузов був повністю виготовлений із склопластику фірмою Харрінгтона, а мотор, об'ємом 1.6 л, завдяки доопрацюванням Хартвелла розвивав тепер 104 к.с., Пітер Харпер і Пітер Проктер зайняли на цій машині 15 місце в загальному заліку, але гідне друге в своєму класі, за що отримали окремий спецприз, після вдалого дебюту Thomas Harrington Ltd вирішив запропонувати цю версію, яку назвали Sunbeam Harrington Le Mans, і цивільним покупцями, які могли замовити доопрацювання на мотори у George Hartwell Ltd, той пропонував три варіанти форсування: до 87 к.с., 90 к.с. або 98 к.с., причому в останньому варіанті машина могла розганятися до 180 км/год. Серед переваг цієї моделі була наявність двох дитячих сидінь, в той час як Harringron Alpine була чисто двомісною машиною, так само, як і відкритий донор.
Що стосовно Rapier, то його спортивна слава тривала, за машиною залишалися перемоги у своїх класах в таких змаганнях, як Monte-Carlo, East African Safari, Circuit of Ireland і Alpine Rally, причому в деяких змаганнях ці машинки приходили першими не тільки у своєму класі, але і в загальному заліку. На кузовному заводі в Арконі в 1961 році почалися постійні страйки.
У 1962 році ралійна слава моделі Rapier продовжилася, Alpine ж брала участь у місцевих чемпіонатах, де Дон Сесслар зайняв у цьому сезоні третє місце, хоча роком раніше він був на сходинку вище.

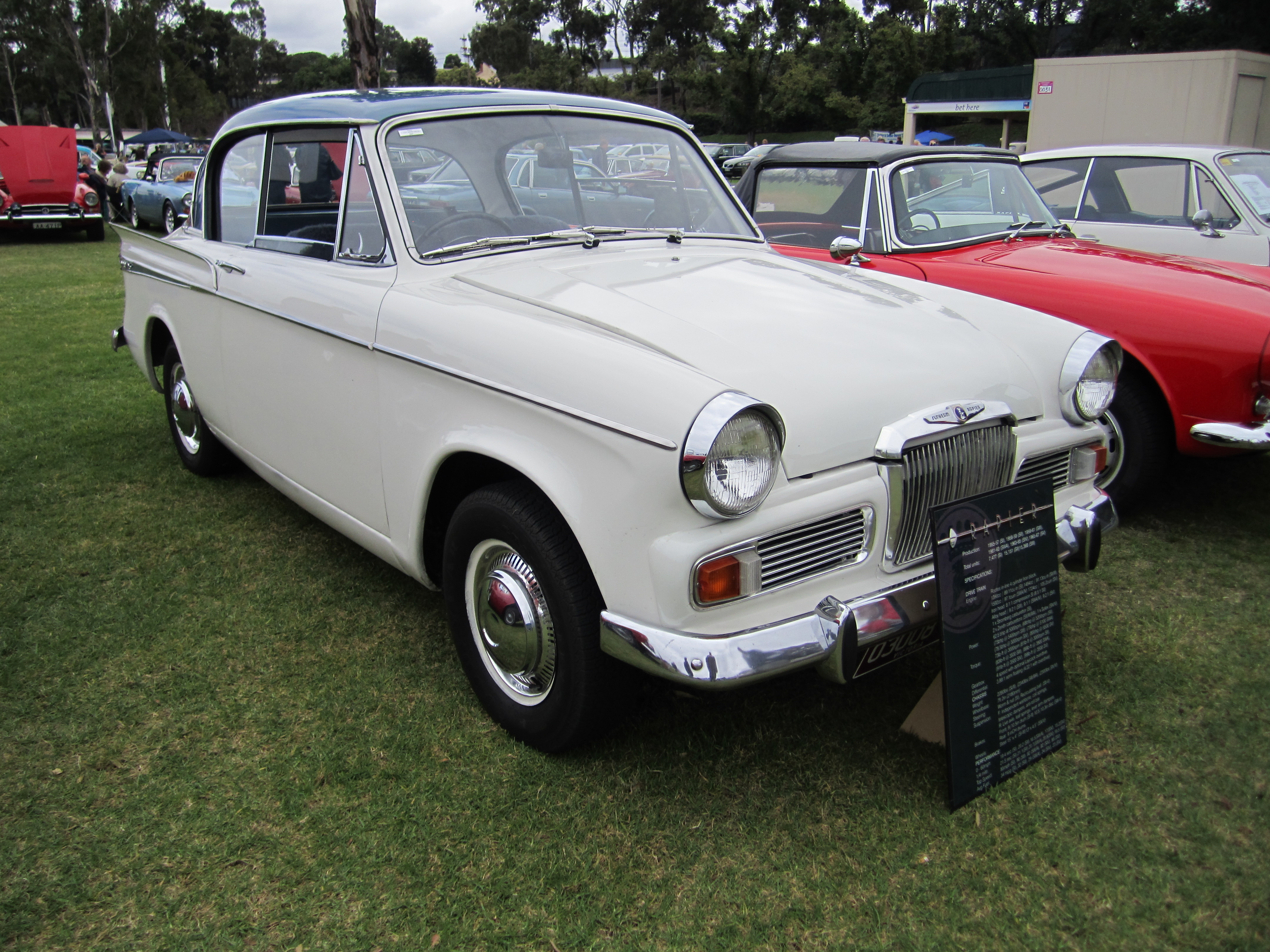
Sunbeam Rapier Series IV

У 1963 році упор на спорт зменшився, оскільки у концерну з'явився новий гравець в особі Hillman Imp, який і перейняв естафету в ралі. Модель Rapier мала отримати індекс IV, під цим індексом планувалося випустити нову, більшу модель, яка була б побудована на базі Hillman Super Minx, однак в останній момент керівництво фірми вирішило модернізувати стару модель, а нову машину з кузовом седан випустити під назвою Humber Sceptre Mk I. Так що під індексом Rapier IV з'явилася сильно перероблена стара машина, яка отримала більш низький капот, нові фари, нову лицьову частину з новими декоративними елементами, 15" колеса замінили 13-дюймовими. У салоні з'явився шпон з горіха, рульове колесо отримало регулювання. Підвіска коліс також була значно модернізована, гальма, які стали меншими в діаметрі, отримали вакуумний підсилювач, зчеплення також було замінено, мотор, об'ємом 1.6 л, був форсований до 84 к.с. завдяки новому двокамерному карбюратору. Однак ця генерація випускалася тепер тільки в закритому варіанті, оскільки кабріолет зняли з виробництва.

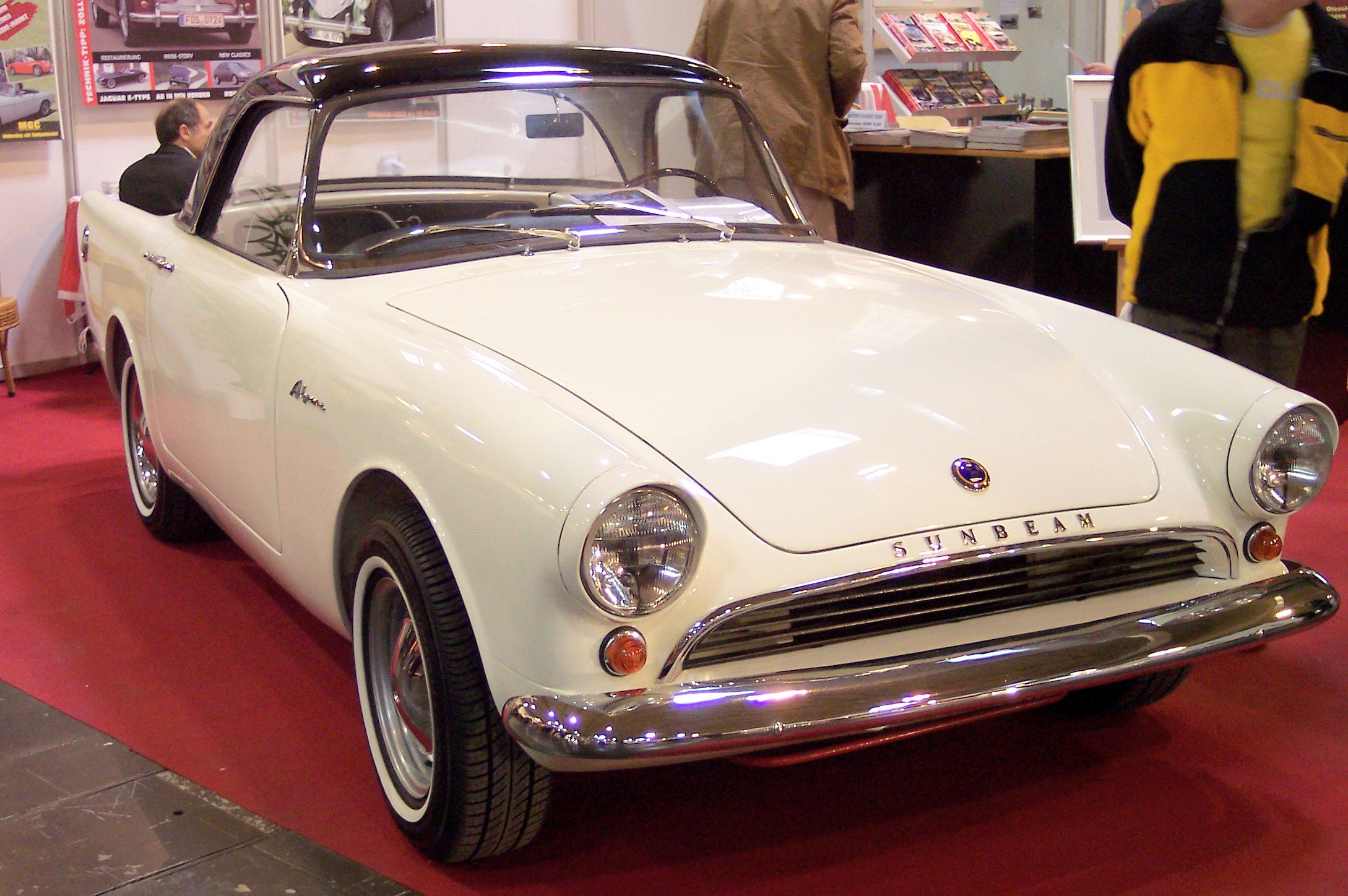
Sunbeam Alpine Series III GT

Alpine цього року випускалася в двох версіях: Sports — відкрита модель, і GT — зі знімним жорстким верхом хардтоп, який виробляла фірма Харрінгтона, відмінність була також в тому, що перша мала в наявності м'який дах, а друга не мала, зате у другої був більш просторий багажник і малося місце для дітей за спинками передніх сидінь.

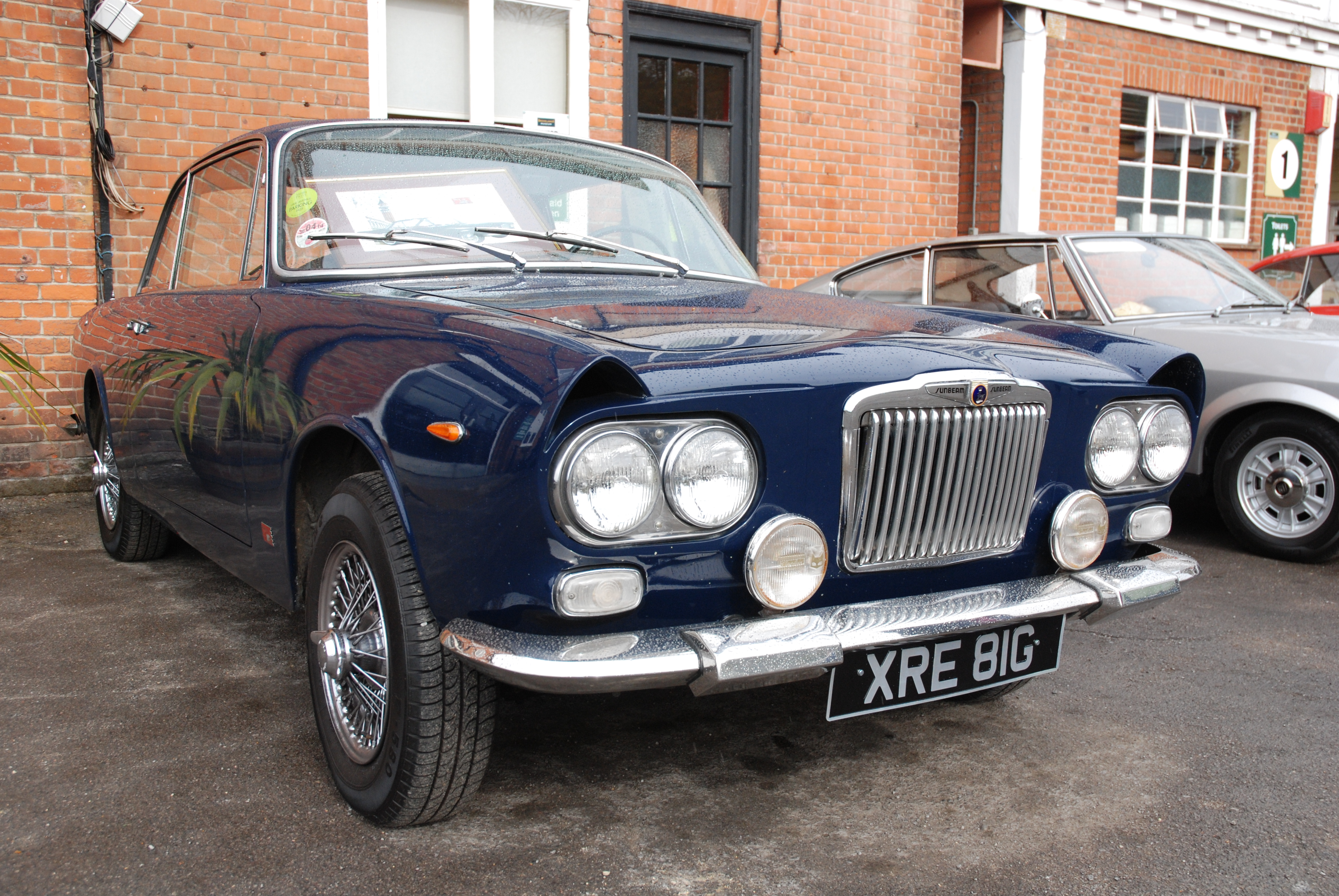
Sunbeam Venezia by Carrozeria Touring

Ще однією новинкою цього сезону стала поява версії купе від італійського партнера концерну — Carrozeria Touring, яка випускала автомобілі концерну для італійського ринку. Запропоноване купе з назвою Venezia було побудовано на шасі Hillman Super Minx, але з 1.6 л мотором Sunbeam, який видавав 88 к.с.. Як і всі інші купе фірми, кузов був виконаний з просторової рами, на яку навішувалися алюмінієві панелі кузова, італійці називали цей метод Superleggera, або «надлегкий». Італійці сподівалися, що виробництво вдасться налагодити на потужностях фірми Jensen, до того ж вдасться пристосувати під капот американський V8, але планам не судилося збутися, оскільки для концерну це були важкі часи. Так що за рік фірма змогла реалізувати всього 145 автомобілів цієї моделі, які однозначно вторглися в цінову нішу Jaguar, але нічого не могли протиставити «Ягуарам» по технічній частині, значно поступаючись їм по динаміці і максимальній швидкості.
Ще один проект, який народився мертвонародженим, носив назву Asp/Cube, ці прототипи були побудовані на базі задньомоторних моделей Hillman Imp, Asp повинен був мати кузов типу купе, а Cube з відкритим кузовом повинен був мати центральне розташування двигуна, машини передбачалися як конкуренти MG. Тім Фрай, Боб Сауард і Рон Уісдом зуміли побудувати всього один прототип, була вже домовленість з фірмою Jensen, що вони будуть випускати цей автомобіль кількістю до 500 примірників на тиждень, проте угода, підписана з концерном Chrysler про передачу американцям 30 % акцій, поставила хрест на цьому проекті, оскільки нова рада директорів, куди увійшли і американці, вирішила закрити цей проект. Елан Фрейзер, господар однієї з гоночних команд, зацікавився проектом і викупив його, проте і він не зміг знайти джерела фінансування для здійснення своїх планів.
Однак попри все один проект все-таки дійшов до виробничих ліній, це була модель Tiger. Вона народилася завдяки Яну Гарраду, синові менеджера фірми — Нормана Гаррада, який відповідав за збут продукції на західному узбережжі США. Яну попалося на очі дітище Керолла Шелбі — AC Cobra, британський автомобіль, в який було вживлено американське серце, ця машина стала дуже популярною, чого не скажеш про його донор AC Ace з 2.6 л мотором.

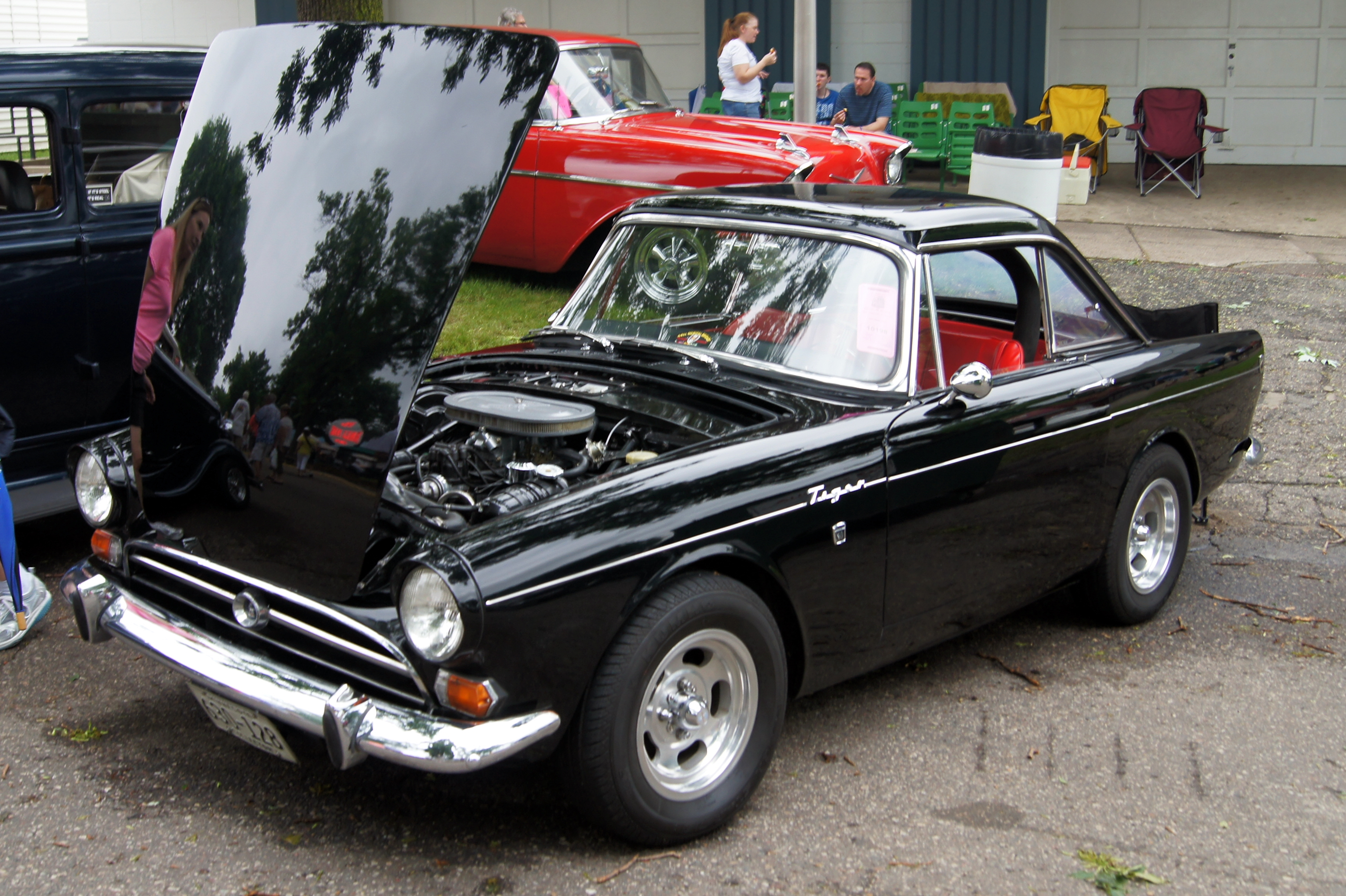
Sunbeam Tiger Series I з жорстким дахом хардтоп

Гарраду захотілося побудувати аналогічне авто на базі моделі Alpine Series III, він найняв Шелбі і Кеном Майлза, щоб ті кожен побудували по машині. Обидва встановлюють 4.2 л V8 від Ford Fairlane, який видавав 164 к.с.. У травні машини були надані Гарраду, обидва конструктори і гонщики пішли по різному шляху побудови автомобіля, якщо Майлз практично нічого не змінив у конструкції авто, то Шелбі встановив мотор ближче до моторного щитка, ґрунтовно переробивши підлогу, рульову систему Шелбі також замінив. Обидві машини Гаррад вирішив відправити до Великої Британії, де Вільям Рутс, який, не дивлячись на похилий вік, особисто протестував машини. Вибір припав на ґрунтовно перероблений автомобіль від Шелбі, машина з хорошою керованістю розганялась до сотні за 9.2 секунди. Це було цілком непогано, враховуючи, що базова модель робила це майже в півтора рази повільніше. Оснащена 4-ступінчастою коробкою передач, машина розвивала 195 км/год, її було вирішено назвати на честь однієї з рекордних машин середини 20-х — Tiger. Машину почали випускати в 1964 році на потужностях фірми Jensen, в Вест Бромвіч доставлялися двигуни і кузовні панелі, а звідти вже готові автомобілі надходили дилерам фірми Sunbeam. За основу був узятий дизайн кузова, запропонований в 1963 фірмою Carrozeria Touring, яка переробила задню частину родстера, зробивши менше хвостове оперення.
Машина, що мала явний спортивний потенціал, була підготовлена для гонок в Ле-Мані, проте обидва екіпажі так і не змогли дістатися до фінішу з вини двигунів, підготовлених Шелбі. Через рік Пітер Харпер візьме участь у Монте-Карло, де займе шосте місце в загальному заліку, але його дискваліфікують через незначні зміни в конструкції автомобіля, оскільки в гонках було дозволено використовувати тільки серійні зразки. Зате в США, куди і була націлена ця машина, перемог було куди більше, Шелбі для американців пропонував 245-сильну версію мотора. Наприклад, в одній з гонок чемпіонів ця посіла друге місце. В США з 1964 року існувала і команда Shelby Team Tiger, яка використовувала ці машини.
В цьому ж 1964 році виходить у світ Alpine Series IV, яка мала такий же дизайн кузова, що і Tiger, крім цього обидві моделі пропонувалися і з автоматичними коробками. У 1965 році з'являється нова версія моделі Rapier, яка сильно здала свої позиції, якщо попередні покоління розходилися тиражем не менше 15 000 примірників, то нинішнє знайшло всього близько 5000 клієнтів, Rapier Series V отримав 1.7 л двигун і повністю синхронізовану коробку передач, але зовні машина не змінилася, за винятком дрібних хромованих написів. Alpine Series V отримують такий же 92-сильний агрегат, але зі списку опцій випадає автоматична трансмісія, а версія 2+2 тепер не випускалася, замість задніх сидінь було вирішено встановити полицю для багажу.

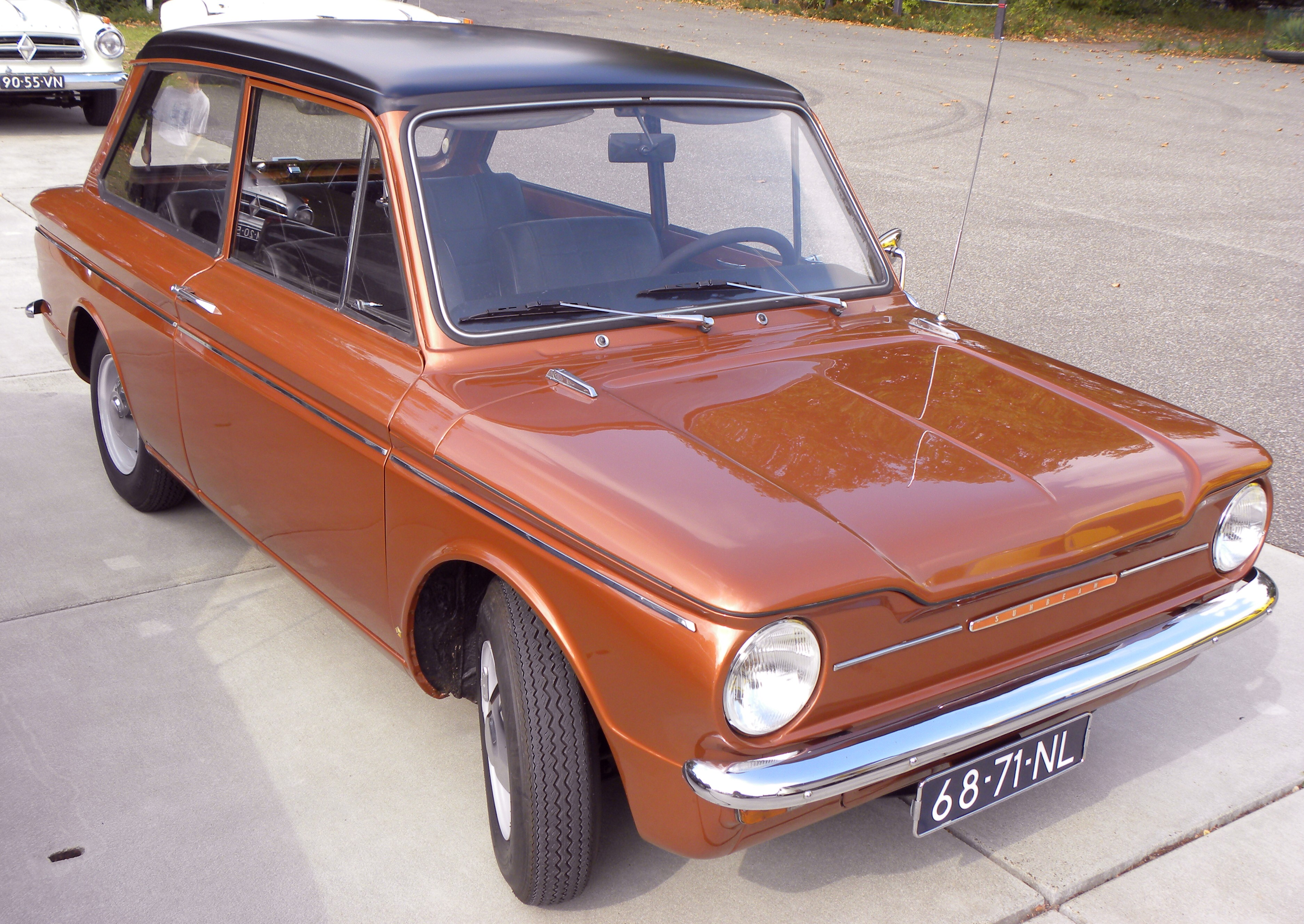
Sunbeam Imp Sport

У 1966 році з'являється модель Imp Sport, мотор піддається серйозній ревізії, він отримує нові посилені клапани, вали, нову головку і радіатор для охолодження масла в моторі, сам мотор був збільшений до 1 л об'єму, з якого знімають 55 к.с..

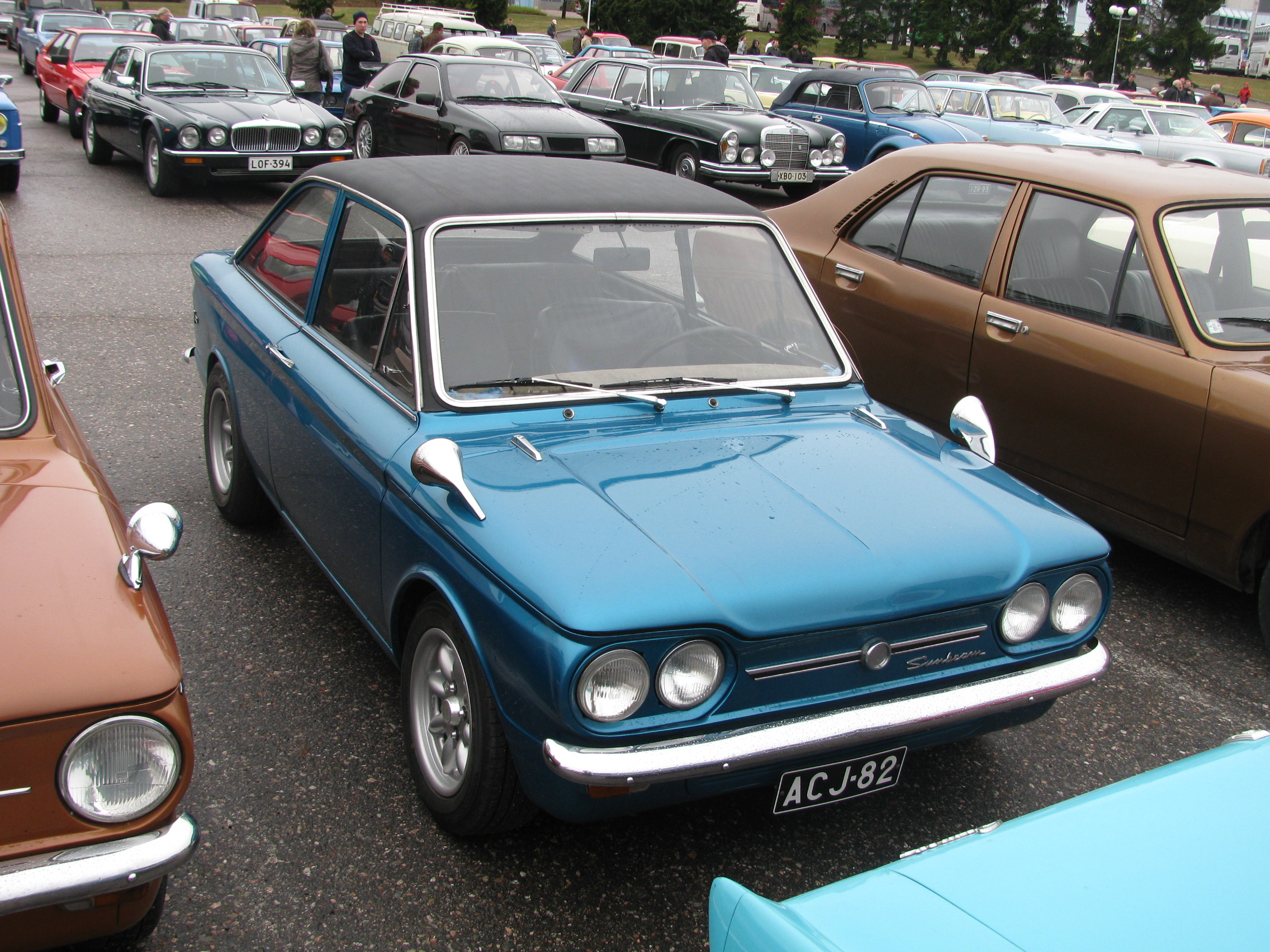
Sunbeam Stiletto

Машина мала більш дорогу обробку салону, аналогічну марці Singer, яка випускала таку ж модель під назвою Chamois. У 1967 році додалася ще одна задньомоторна модель під назвою Stiletto, яка була версією «купе» Imp і відрізнялася ще більш вишуканою обробкою салону, а також здвоєною оптикою спереду.

## Sunbeam у власності компанії Chrysler

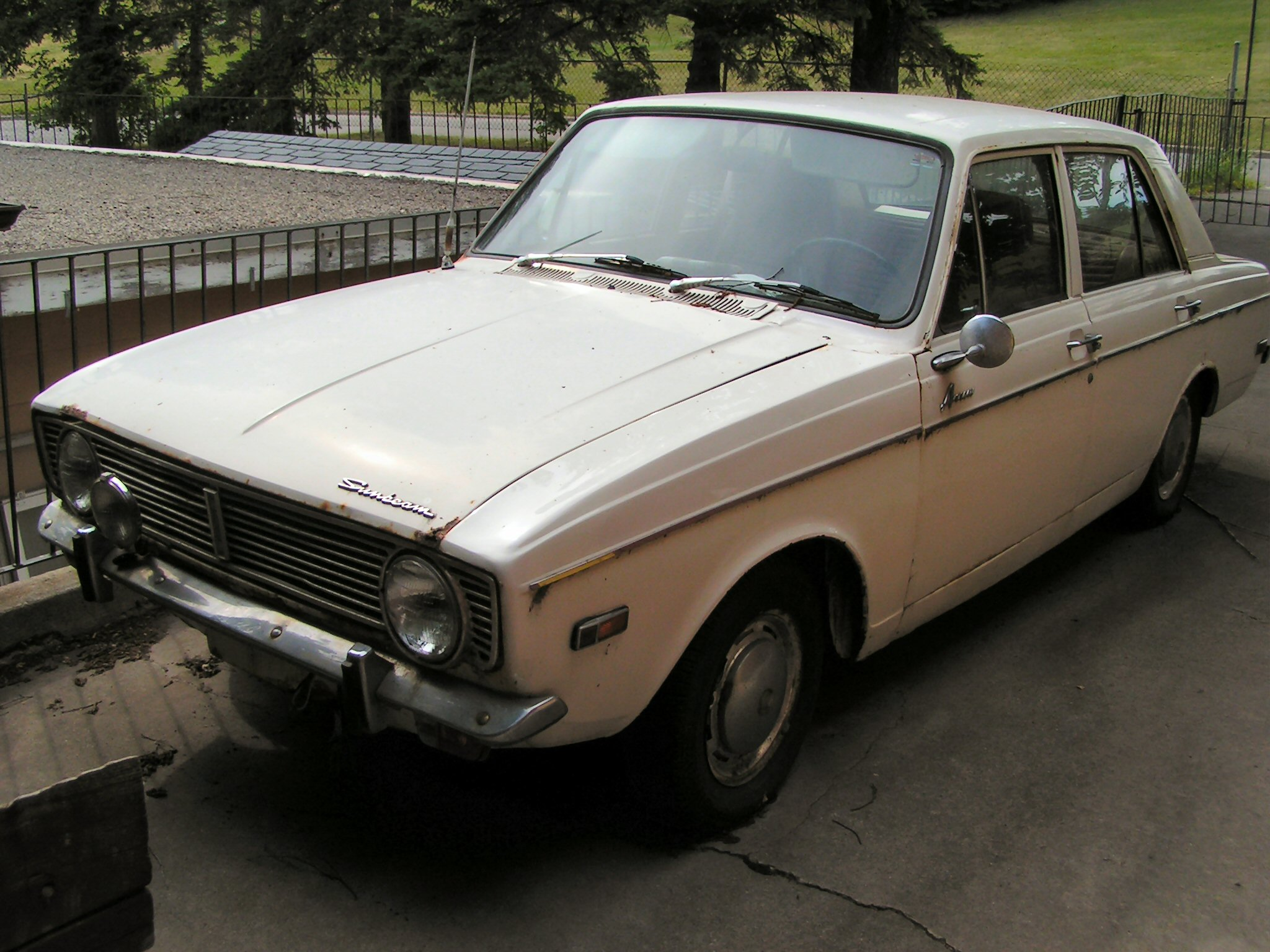
Sunbeam Arrow

Модель Tiger цього року отримує новий 4.7 л мотор, потужністю 200 к.с., що дозволило машині розганятися до ста за 7.8 секунди, а спідометр ложити за позначку в 200 км/год, однак після того, як Chrysler остаточно викупив концерн в червні 1967 року, їх виробництво припинилося, оскільки Chrysler не міг собі морально дозволити встановлювати під капоти своїх машин двигуни свого конкурента — фірми Ford. У червні також припиняється і виробництво Rapier Series V, який розійшовся зовсім мізерним накладом — трохи більше 3700 проданих машин. Крім цього в каталогах можна було зустріти дітище беджінженірингу — Sunbeam Arrow, який являв собою Hillman Hunter для ринку США, де бренд Hillman не був відомий, як і Hunter, машина комплектувалася або 1.5 л 78-сильним мотором, або 1.7 л, потужністю 92 к.с..

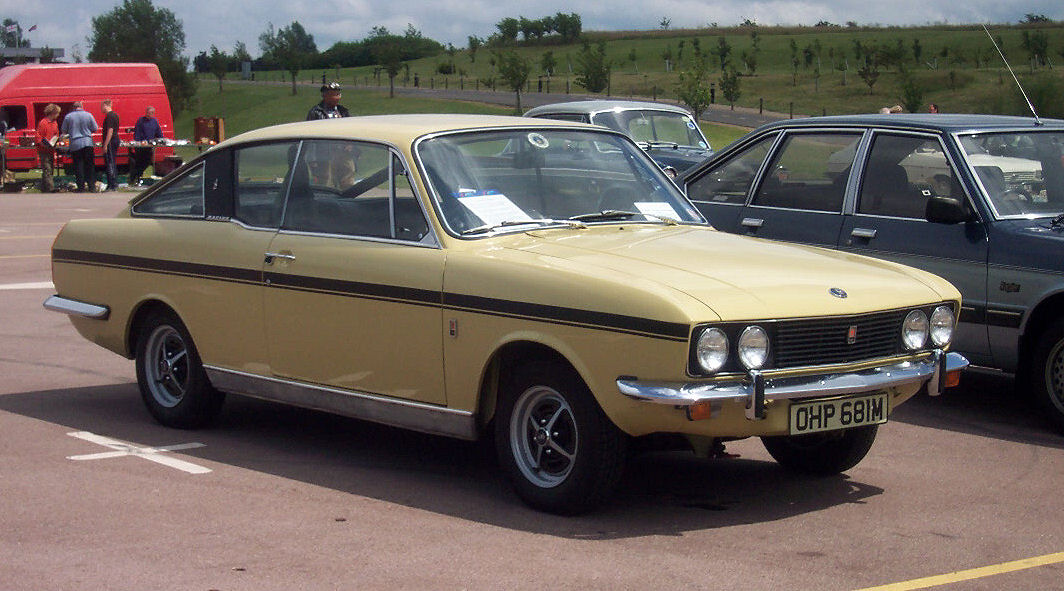
Sunbeam Rapier H120

У жовтні 1967 року з'являється нова модель Rapier, яка мала кузов фастбек і була побудована на шасі моделі Arrow, автором дизайну цього хардтоп-фастбека був Рой Екс. Як мотор виступав 1.7 л мотор, дефорсований до 88 к.с., з ним машина могла розганятися до 166 км/год, і сотню розмінювати за 15 секунд, трансмісія була або 4-ступінчастою з овердрайвом, або 3-ступінчастим автоматом. Через рік з'являється версія, допрацьована фірмою Holbay Engineering, мотор 1.7 л отримав нову головку, карбюратори і вали, в підсумку з нього зняли 110 к.с., що дозволило машині розвинути максимальну швидкість в 175 км/год, і розганятися до ста за 10 секунд, ця версія отримала ім'я Rapier H120.

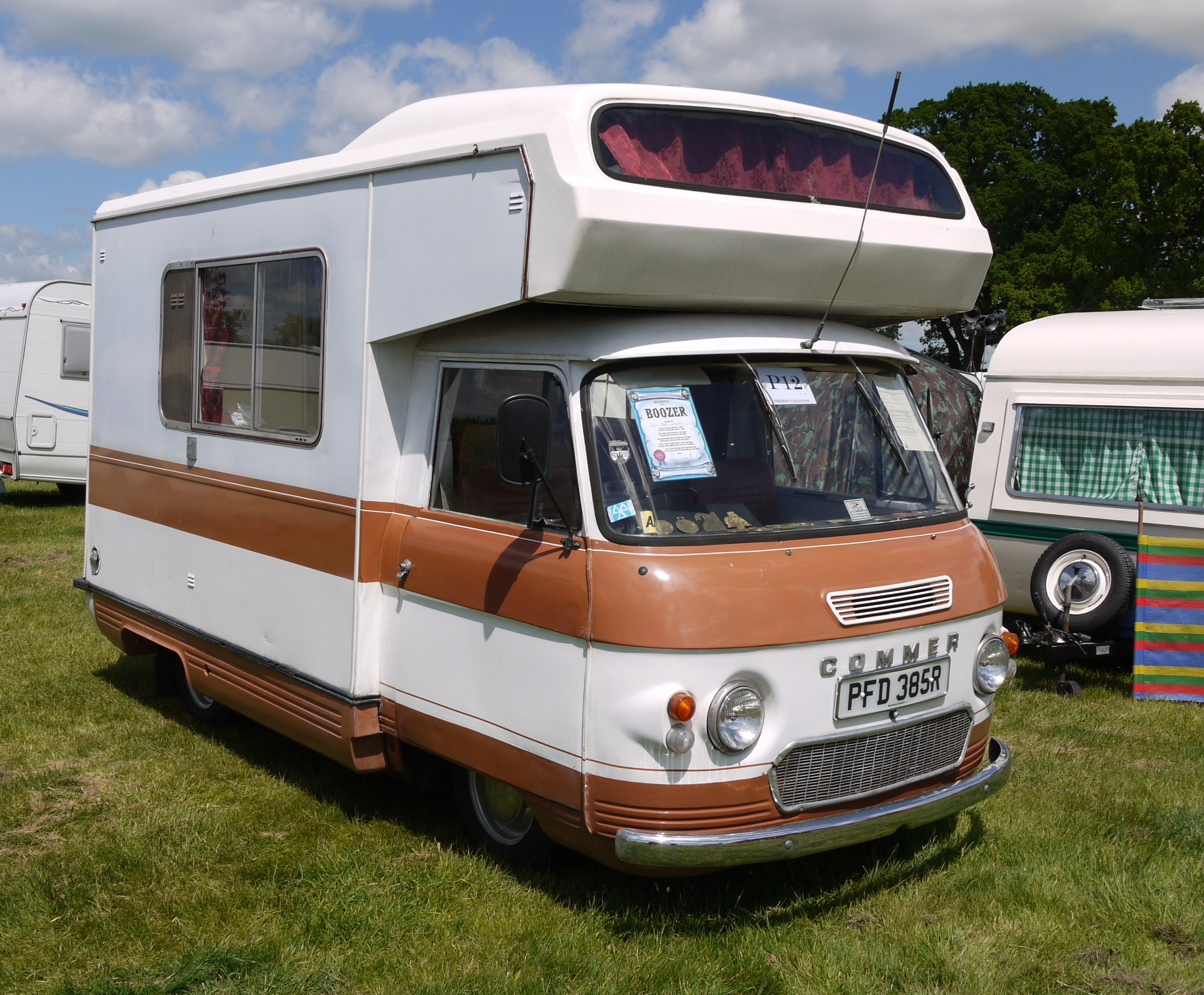
Sunbeam Funwagon

В цей же час в США починаються продажі кемперів Sunbeam Funwagon, які були клонами Commer PB. Ця машина оснащувалася 1.7 л мотором, який дозволяв цьому кемперу розігнатися по хайвею до 110 км/год.
1968 рік став останнім для моделі Alpine Series V, а Imp Sport отримує новий салон. У 1969 році з'являється дешева версія Rapier, яка несла класичну назву Alpine, ця машина продавалася тільки з базовим мотором, потужністю 88 к.с., але в США Rapier H120 продавали як Alpine GT.

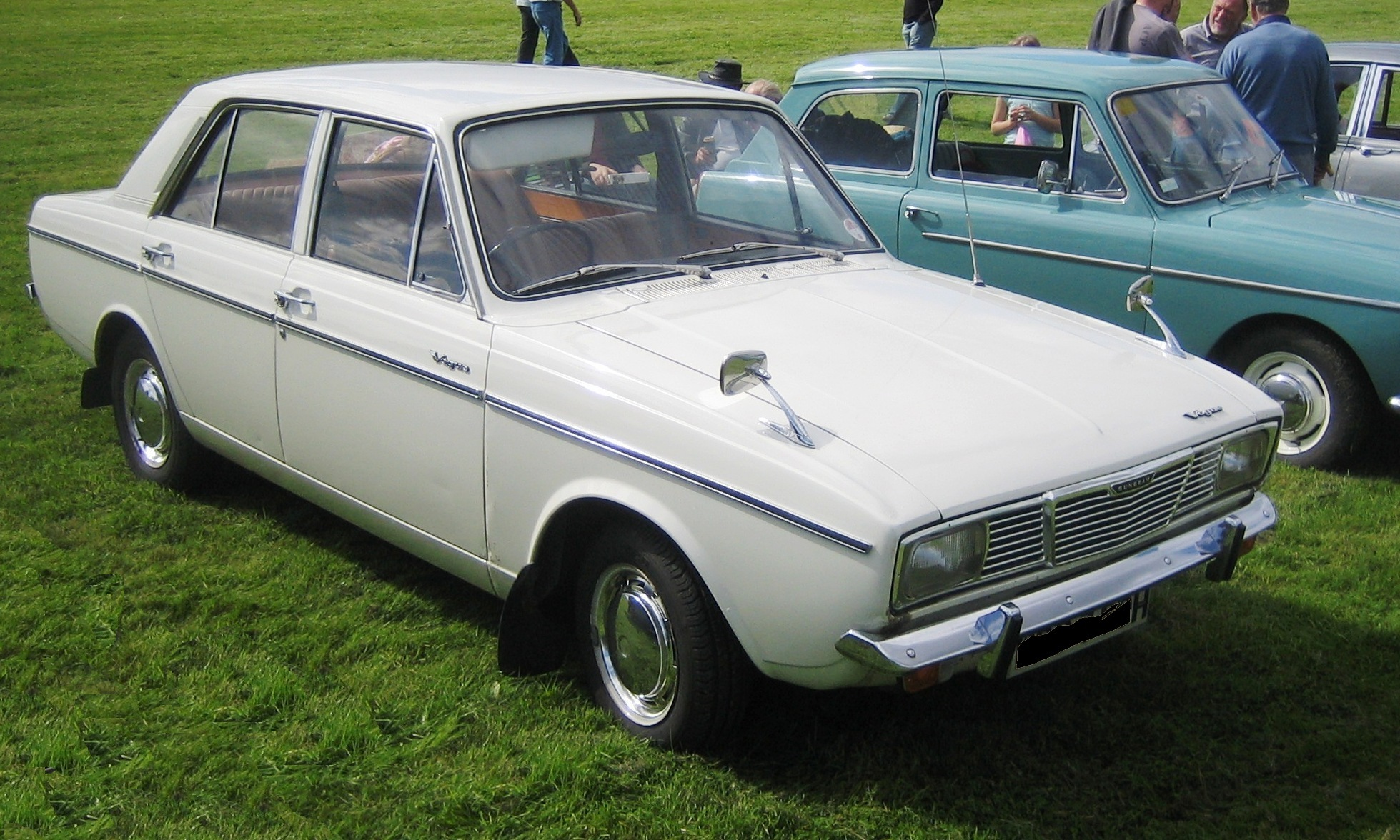
Sunbeam Vogue

У 1970 році Rootes Group перейменовується в Chrysler UK, марка Singer скасовується, але її модель Vogue починають продавати під маркою Sunbeam, але недовго, всього близько півроку, поки все виробництво автомобілів марки Sunbeam не було переведено з Райтона в Лінвуд, що в Шотландії. Vogue був топовим варіантом моделі Hillman Hunter, і оснащувався тільки 1.7 л 92-сильним мотором.

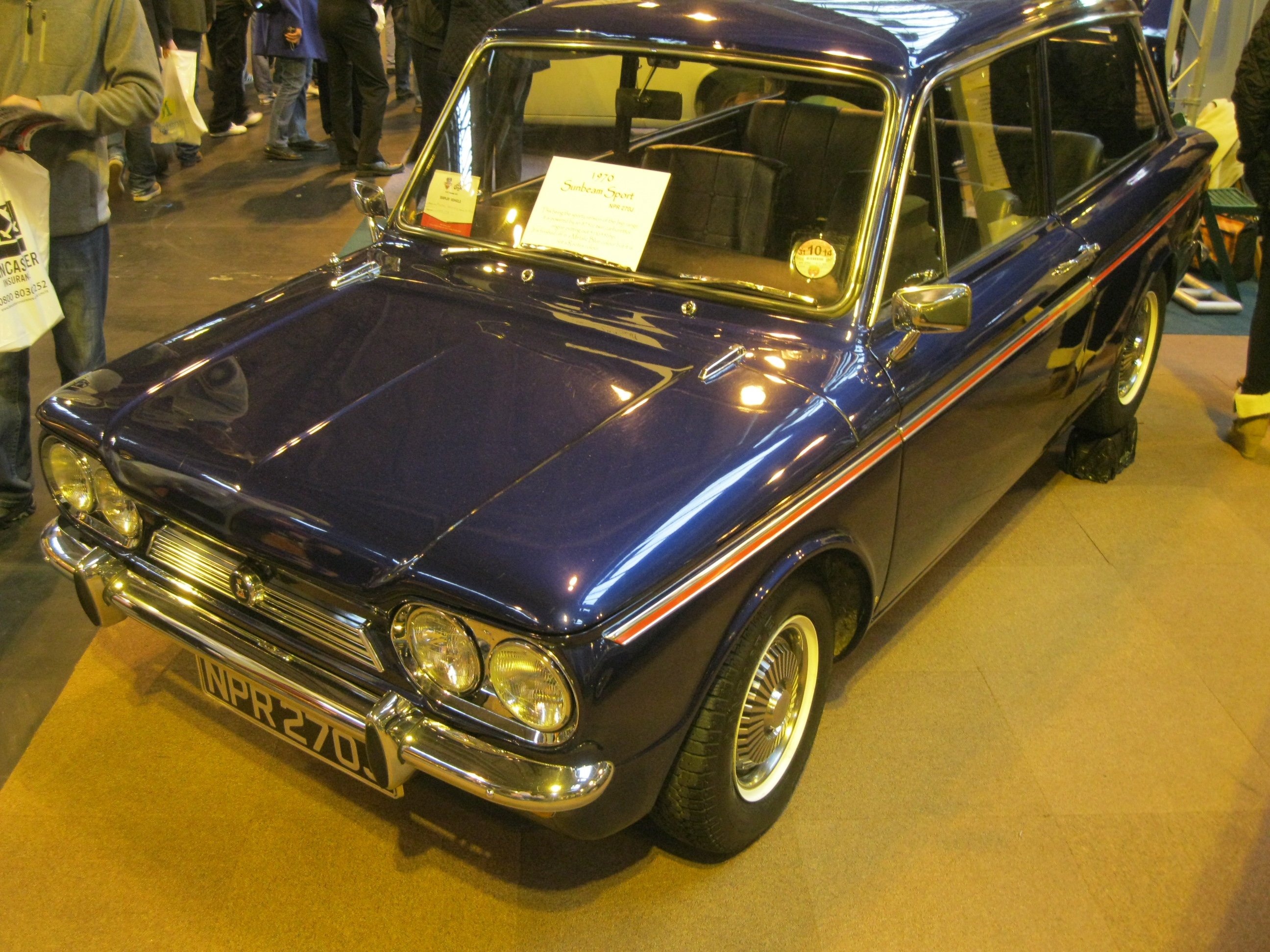
Sunbeam Sport

Оскільки виробництво Singer Chamois Sport було також припинено, то Sunbeam Imp Sport перейменовується в Sunbeam Sport, попутно отримавши носову частину від Stiletto, тобто зі здвоєними фарами.

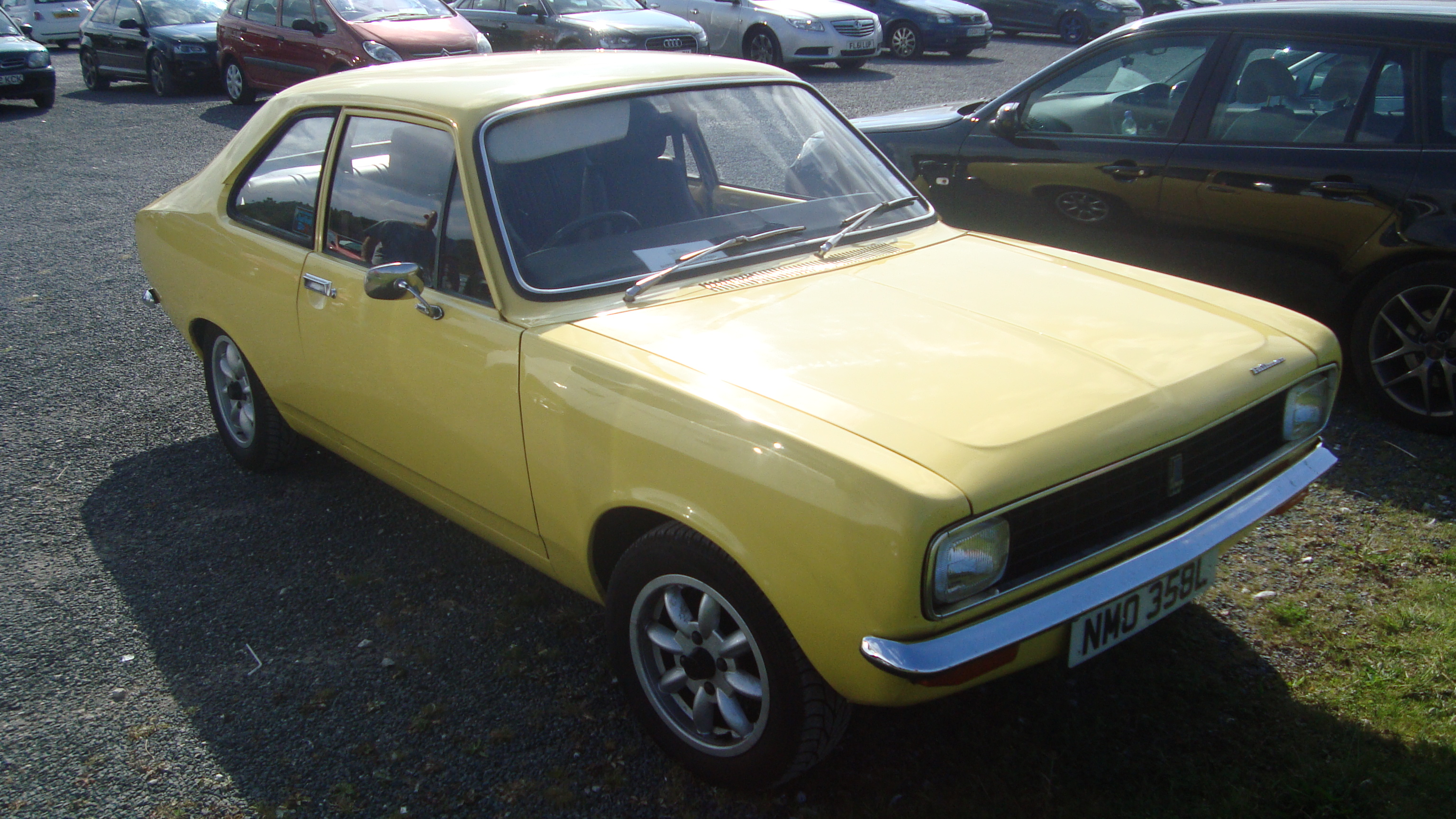
Sunbeam 1250

Машини, що випускалися концерном, починають втрачати якість, оскільки Rootes Group був зацікавлений у якісному, нехай і менш масовому продукті, а Chrysler цікавив збут і здешевлення виробництва. Також американці йдуть на бедж-інженіринг, під маркою Sunbeam починається продаж, більшою мірою в США, моделей 1250 і 1500, які були клонами Hillman Avenger, оснащених цими ж моторами.

## Припинення виробництва автомобілів. Закриття компанії
У 1972 році припинили випускати модель Stiletto, через три роки за нею пішла модель Alpine, оскільки SIMCA, яка також входила в європейське відділення Chrysler, випустила нову модель, дизайн якої був розроблений все тим же Роєм Ейксом, і яку керівництво фірми вирішило продавати під назвою Chrysler Alpine.

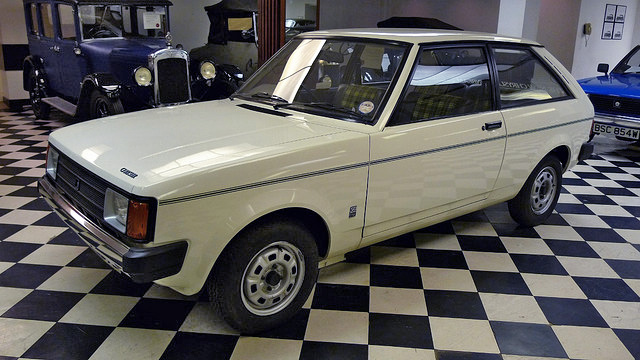
Chrysler Sunbeam

У 1976 році й зовсім виробляють останні автомобілі марки Sunbeam. В 1977 році Chrysler випустив заміну застарілому Imp, автомобіль, який називався «Project 424», було вирішено назвати Chrysler Sunbeam, надалі з'явилася ралійна машина, яка давала шереху конкурентам на ралійних трасах світу, але ця машина вже відстоювала не честь марки Sunbeam, а зовсім інших виробників. І мало хто тоді згадував, що автомобілі марки Sunbeam, поряд з маркою Bentley, були колись мрією простих британських хлопчаків.
Нині права на марку, так само, як й на інші, що входили колись до європейського відділення марки Chrysler, належать концерну PSA (Peugeot-Citroën).

## Список автомобілів Sunbeam
- 1901 — Sunbeam-Mabley
- 1902 — Sunbeam 10/12HP
- 1904 — Sunbeam 16HP
- 1905 — Sunbeam 12/14HP
- 1906 — Sunbeam 16/20HP
- 1907 — Sunbeam 25/30HP
- 1908 — Sunbeam 35HP
  - Sunbeam 20HP
  - Sunbeam 14/18HP
- 1909 — Sunbeam 14/20HP
- 1910 — Sunbeam 12/16HP
  - Sunbeam 25/30HP
  - Sunbeam 18/22HP
- 1911 — Sunbeam 16/20HP
  - Sunbeam 25/30HP
- 1919 — Sunbeam 16HP
  - Sunbeam 24HP
- 1922 — Sunbeam 14HP
  - Sunbeam 16/40HP
  - Sunbeam 24/60HP
- 1923 — Sunbeam 12/30HP
  - Sunbeam 20/60HP
- 1924 — Sunbeam 14/40HP
  - Sunbeam 16/50HP
  - Sunbeam 24/70HP
- 1925 — Sunbeam 3 Litre
- 1926 — Sunbeam 16HP
  - Sunbeam 20HP
  - Sunbeam 25HP
  - Sunbeam 30/90HP
- 1927 — Sunbeam 30HP
  - Sunbeam 35HP
- 1933 — Sunbeam Speed Twenty
- 1934 — Sunbeam Twenty
  - Sunbeam Twenty-Five
  - Sunbeam Dawn
- 1935 — Sunbeam Sports 21HP
- 1953 — Sunbeam Alpine
- 1954 — Sunbeam Mk III
- 1955 — Sunbeam Rapier Series I
- 1958 — Sunbeam Rapier Series II
- 1959 — Sunbeam Alpine Series I
  - Sunbeam Rapier Series III
- 1960 — Sunbeam Alpine Series II
- 1963 — Sunbeam Rapier Series IV
  - Sunbeam Alpine Series III
  - Sunbeam Venezia
- 1964 — Sunbeam Tiger Series I
  - Sunbeam Alpine Series IV
- 1965 — Sunbeam Rapier Series V
  - Sunbeam Alpine Series V
- 1966 — Sunbeam Imp Sport
- 1967 — Sunbeam Stiletto
  - Sunbeam Arrow
  - Sunbeam Rapier
  - Sunbeam Funwagon
- 1969 — Sunbeam Alpine
- 1970 — Sunbeam Vogue
  - Sunbeam Sport
  - Sunbeam 1250
  - Sunbeam 1500

## Список автомобілів Sunbeam-Talbot
- 1938 — Sunbeam-Talbot Ten
  - Sunbeam-Talbot 3 Litre
- 1939 — Sunbeam-Talbot 2 Litre
  - Sunbeam-Talbot 4 Litre
- 1948 — Sunbeam-Talbot 80
  - Sunbeam-Talbot 90